# Guerre des mots dans le conflit israélo-palestinien
Vous lisez un « bon article » labellisé en 2015.

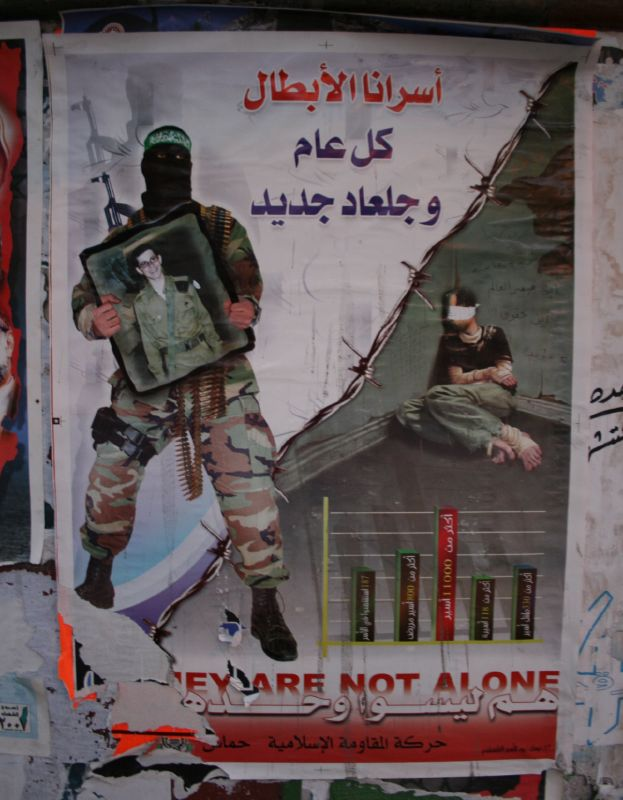
Affiche sur le mur d'une maison de Naplouse en « Cisjordanie » (ou « Judée-Samarie »).
Un « combattant » (ou « terroriste ») du Hamas brandit une photo du « prisonnier » (ou de l'« otage ») Gilad Shalit en comparant son sort à celui des « prisonniers » (ou « terroristes ») palestiniens détenus en Israël.

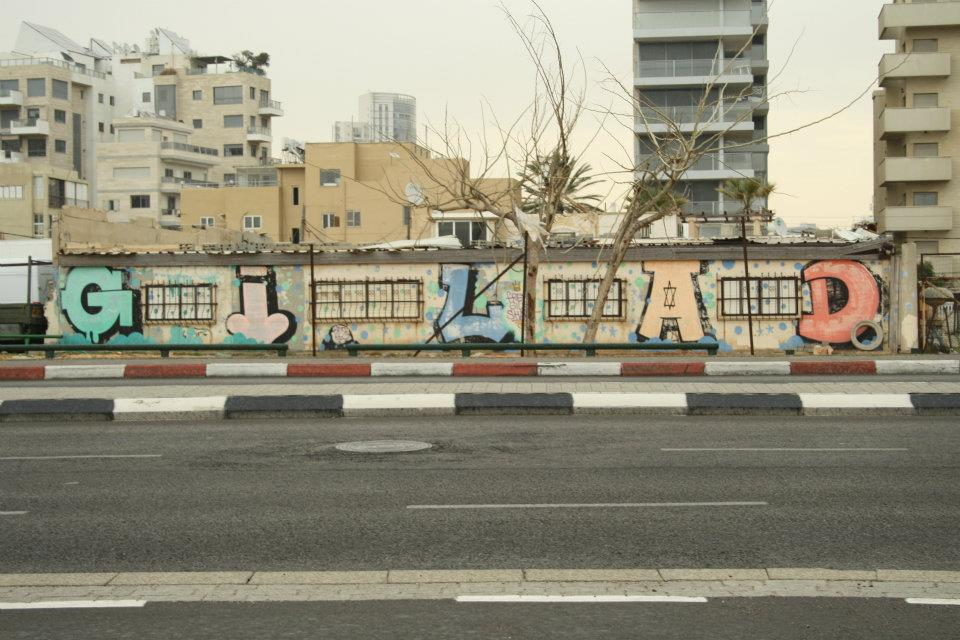
Graffiti sur le front de mer de Tel Aviv. Le 18 octobre 2011, lorsque le soldat franco-israélien Gilad Shalit a été libéré contre plus de 1 000 prisonniers palestiniens, les Palestiniens ont fêté la libération de « résistants ». Du point de vue israélien, Gilad Shalit était échangé contre des « terroristes », auteurs d'homicides et massacres de Juifs.

La guerre des mots dans le conflit israélo-palestinien fait référence à la guerre médiatique à laquelle se livrent en particulier sur Internet les protagonistes du conflit israélo-palestinien ainsi que les militants et sympathisants pro-israéliens et pro-palestiniens. Elle s'étend également aux mondes académique et culturel où elle alimente de nombreuses polémiques.
Le conflit israélo-palestinien et par extension le conflit israélo-arabe ont « toujours été une affaire de violence mais aussi une affaire de mots et une confrontation interminable entre des points de vue incompatibles ». La guerre des mots y pèse particulièrement depuis la seconde intifada, et le développement de l'internet a provoqué une mobilisation populaire. Pour Denis Sieffert et al., « la bataille de l'image [et des mots] précède et accompagne celle des armes » et vise les opinions publiques, dont les empathies sont fortes et diversifiées. Ces dernières sont sujettes à la désinformation, manipulées et instrumentalisées par tous les acteurs impliqués qui au vu des enjeux « doivent à tout instant avoir un discours sur ce qui se passe au Proche-Orient ».
Pour Rania Massoud, « le langage peut s’avérer être une arme puissante de propagande où chaque terme a une connotation bien spécifique et peut éveiller consciemment ou non un sentiment chez le récepteur qui, généralement, n’est lui-même pas neutre […]. Faut-il utiliser l’expression « Barrière de sécurité » ou « Mur de séparation » ? « Territoires palestiniens occupés » ou « Territoires disputés » ? « Cisjordanie » ou « Judée-Samarie » ? « Implantation » ou bien « Colonie » ? Si la question ne se pose pas pour les médias qui ont choisi leur camp, pro-israélien ou pro-palestinien, elle constitue un véritable casse-tête pour ceux qui cherchent à s’en tenir à une certaine neutralité ».
La guerre des mots touche également les mondes académique et culturel. Pour Gilbert Achcar, le « conflit israélo-arabe ne se réduit pas aux guerres menées sur les champs de bataille du Moyen-Orient. Il comprend aussi une autre dimension, une guerre à coups de récits opposés et de négation des récits des autres, tournant autour de […] deux traumatismes […] : la Shoah, la destruction des Juifs d'Europe, et la Nakba, le déracinement des Arabes de Palestine ». Si les enjeux des sujets étudiés rendent les biais inévitables, Steven Glazer estime que l'historiographie des événements du conflit ne vise pas à étudier l'histoire en tant que telle mais à « renforcer les revendications palestiniennes ou sionistes ».
Des polémiques complexes où se mêlent faits, propagande et xénophobie sont débattues entre spécialistes, parfois avec virulence et accusations croisées de programme politique. Tandis que le monde arabe est soumis à une censure stricte et que la liberté d'expression n'y est pas de mise, en Israël, de nombreux incidents se produisent et des intellectuels prenant part aux débats subissent dénigrements, surveillances, boycotts, menaces, intimidations, procès, voire, cas extrêmes, appels au meurtre ; l'historien Zeev Sternhell ayant même été la cible d'un attentat. Des incidents se produisent également à l'étranger.

## Guerre des mots sur internet et dans les médias
La guerre médiatique autour du conflit israélo-palestinien présente une série de caractéristiques précises. Elle en partage certaines avec d'autres conflits médiatiques et d'autres lui sont spécifiques. On note également des différences et des correspondances entre le traitement du conflit dans le monde francophone et dans le monde anglo-saxon.

### Enjeu: l'appropriation du récit
Dans le contexte du conflit israélo-palestinien, les participants de la guerre médiatique sont généralement des « militants engagés loin du conflit » et des « réalités du terrain ». Dans leurs controverses, les défaites et les victoires sont avant tout « symboliques et non militaires ». Chaque partie souhaite s'approprier le récit de manière à en « dévoiler la vérité » et éviter de voir altérée « l'image de l'objet soutenu ou aimé ». Cette caractéristique donne à la controverse un caractère interminable car ne pouvant déboucher sur aucune réelle victoire ou renoncement.
Cette situation a pour effet direct d'amplifier les controverses et de radicaliser les débats en présentant des positions tranchées et simplistes, en ne laissant place qu'à deux camps, où « les voix de la nuance ne peuvent se faire entendre ». Chaque camp pratique l'« hyperjustification » de la cause qu'il défend et l'« hypercritique » de la cause adverse et accuse les journalistes de désinformation et parti-pris.

### Arguments

#### Un scénario figé

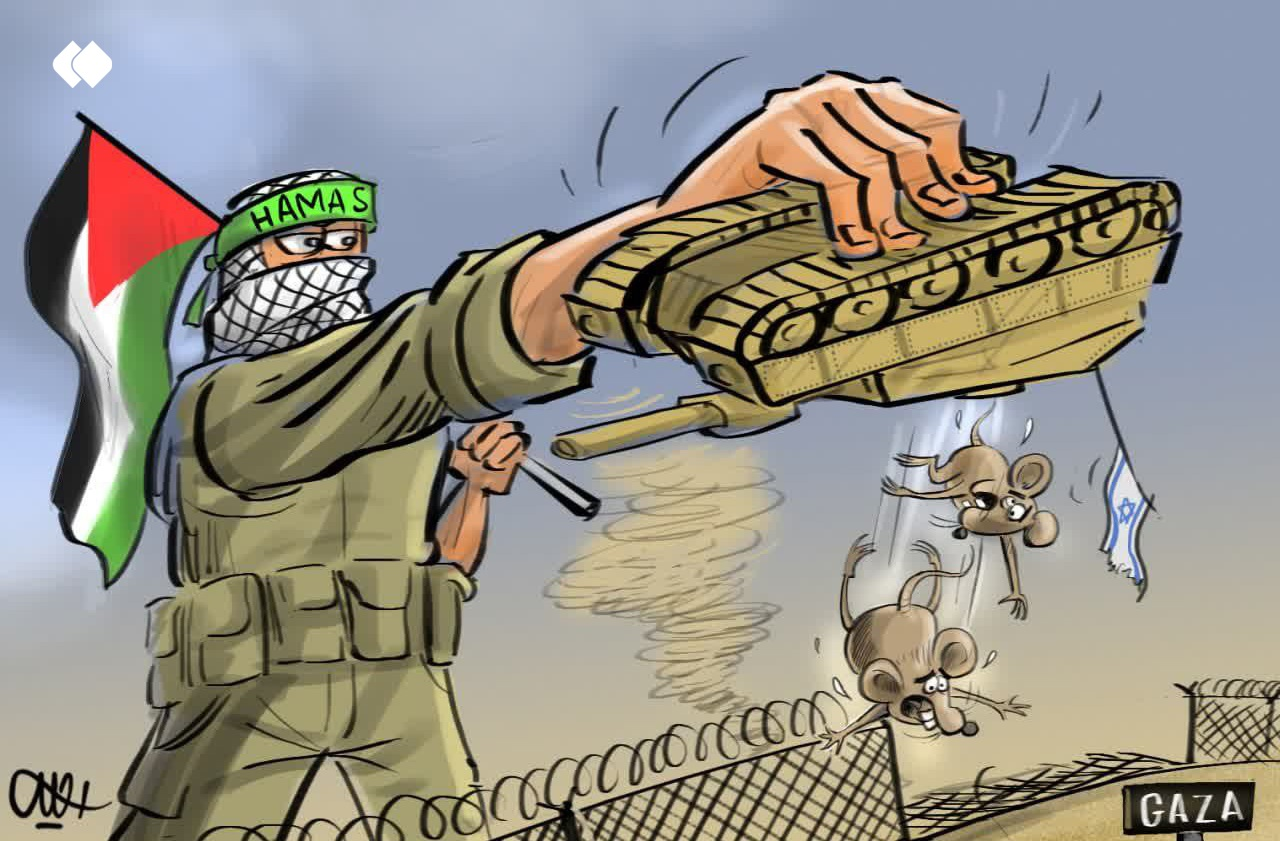
Caricature dénonçant la propagande sioniste.L'œuvre affirme que les Israéliens ont été détruits et blessés par le Hamas lors de l'opération Al-Aqsa Flood le 7 octobre 2023.

Selon une étude réalisée par le sociologue des médias Jérôme Bourdon, les arguments avancés par les parties dans les controverses sont récurrents et s'échangent avec « violence et monotonie » en suivant un scénario qui semble figé : chaque argument ou accusation provoquant une réponse ou une réaction prévisibles. Il se questionne sur la « liberté de penser » des protagonistes. Il recense les sujets (ou scénarios) suivants :
- la dénonciation d'erreurs, qui est le fait plus généralement des pro-israéliens que des pro-palestiniens ;
- la condamnation d'une surcouverture médiatique du conflit par les pro-israéliens, alors qu'il en existe de nombreux autres plus meurtriers ; ce à quoi les pro-palestiniens répondent que la « souffrance palestinienne » et l'« agressivité israélienne » ne sont au contraire pas assez couverts et auxquels les pro-israéliens répliquent à leur tour que si un point est sous-représenté, c'est la « corruption » et le « fanatisme » des Palestiniens ;
- des questions de « symétrie » et d'« asymétrie » tant dans la manière dont les événements sont présentés, que dans la réalité des situations respectives. Les pro-israéliens soulignent qu'Israël est confronté au monde arabe tandis que les pro-palestiniens mettent en avant la faiblesse des Palestiniens face à la puissance militaire israélienne. Dans leurs justifications, les pro-israéliens vont parfois jusqu'à nier l'existence même du peuple palestinien et parlent plutôt des Arabes ;
- les controverses sur les dénominations, qui sont un sujet classique et qui sont perçues à elles seules comme glorifiant ou condamnant une action ou un fait ;
- le rejet des tentatives d'explication car elles sont assimilées à des tentatives de justification selon l'idée que « comprendre [serait] pardonner » ;
- l'usage de comparaisons ou de métaphores, qui sont en général mal vécues côté pro-israélien, comme avec la guerre d'Algérie, le colonialisme, l'apartheid ou le nazisme. Les pro-israéliens avancent généralement la « particularité du conflit » et les pro-palestiniens le « principe universel de justice »[8].

Plusieurs de ces argumentations sont détaillées dans les sections suivantes et illustrées par des exemples.

#### Surmédiatisation?
Un des arguments récurrents des protagonistes pro-israéliens de la guerre médiatique est que le conflit israélo-palestinien est surmédiatisé par rapport à tous les autres conflits. Ils y voient une volonté de donner l'image qu'« il y aurait un épicentre du mal sur terre : Israël ». Les pro-palestiniens répondent que la surmédiatisation prouve l'« universalité de la cause palestinienne » dont la défense permet d'évaluer le degré de « dignité et de responsabilité » des politiciens.
Les études réalisées pour mesurer la couverture du conflit dans les médias confirment que ce dernier jouit d'une couverture nettement supérieure aux autres. Les journalistes justifient cet état de fait en argumentant que la région est un centre d'intérêts religieux et géopolitique. Jérusalem est un lieu saint dans les trois religions monothéistes et le Moyen-Orient renferme la plus grande réserve de pétrole du monde. Depuis l'émergence du « terrorisme islamiste mondialisé », l'enlisement du conflit israélo-palestinien est également mis en avant comme une cause possible de « rancœur arabe/islamique contre l'Occident ».
Une autre raison à cette surmédiatisation comparée à la couverture des conflits afghans, syrien, irakiens ou même ukrainien est l'accessibilité du conflit, car les autorités palestiniennes laissent les journalistes travailler sur le terrain. Arnaud Mercier relève de plus que les correspondants étrangers habitent en Israël, où ils ressentent émotionnellement chaque attentat palestinien.

#### Dissymétries et «doubles standards»

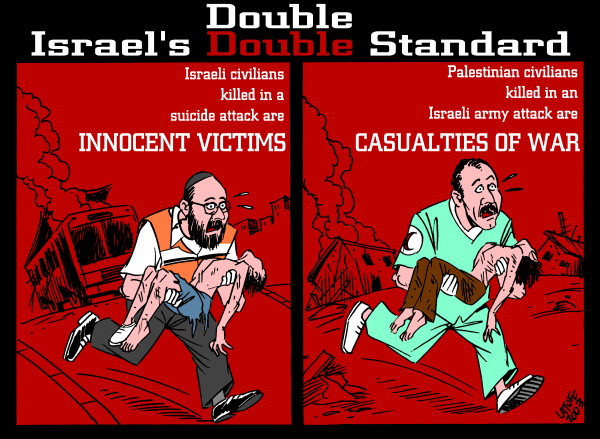
Caricature du militant pro-palestinien Carlos Latuff réalisée à la suite d'une opération militaire israélienne à Gaza en 2008-2009.
Pro-Israéliens et pro-palestiniens se disputent sur les « doubles standards » autour du conflit. Dans la case de gauche, on lit : Les civils israéliens tués lors d'un attentat-suicide sont des victimes innocentes » ; celle de droite indique : « Les civils palestiniens tués lors d'une attaque de l'armée israélienne sont des pertes de guerre.

La neutralité journalistique demande généralement de traiter de façon égale les arguments de tous les camps en présence et de donner tous les points de vue. Selon Jérôme Bourdon, si on pousse cette logique à l'extrême, on quitte toutefois le domaine du « reportage » et on risque de présenter « une addition de points de vue opposés qui [n'apportent aucun éclairage aux spectateurs ou aux lecteurs] ».
La symétrie à donner au conflit israélo-palestinien et la manière de l'évaluer sont des éléments qui séparent pro-israéliens et pro-palestiniens. Dans le contexte français, les pro-israéliens réclament pour chaque camp un rétablissement de la symétrie car ils estiment la présentation des faits généralement à l'avantage des Palestiniens. Ils réclament ainsi qu'on présente autant d'arguments et d'informations venant de sources israéliennes et autant de reportages sur la souffrance israélienne que sur la souffrance palestinienne. Les pro-palestiniens réfutent ce qu'ils dénomment une « fausse symétrie ». Selon eux, « la […] symétrie occulte[rait] l'évidence que le droit et la justice sont du côté des opprimés » et produirait l'illusion d'un « partage des responsabilités ». Jérôme Bourdon estime que ces approches sont inconciliables car chaque partie se défend d'un « souci de justice » qui pour les uns réside dans une symétrie dans le traitement des points de vue et qui pour les autres consiste à ne pas perdre de vue le statut de victimes des Palestiniens et d'agresseurs des Israéliens.
Plusieurs publications scientifiques proposent des études statistiques sur les dissymétries éventuelles dans le traitement du conflit par les médias. Elles n'ont pas mis en évidence des déséquilibres nets mais soulignent plutôt la difficulté de réaliser ces études. Les résultats dépendent en effet de la période et de la durée prise en compte, de la manière de mesurer une dissymétrie qui n'est pas claire car des médias peuvent légitimement prendre parti, et enfin de « la réalité elle-même [qui] donne un point de vue sur le conflit » sans que les journalistes aient à en proposer d'interprétation et sans pouvoir non plus l'occulter pour conserver une symétrie apparente.

### «Champs de bataille»
Les vecteurs de la guerre médiatique autour du conflit israélo-palestinien sont les sites web, certaines émissions télévisuelles de débats, comme Arrêt sur images, les rubriques de courrier des lecteurs (dont les tribunes libres) et les courriels de protestation. Divers commentateurs et protagonistes se livrent également un combat par ouvrages interposés. L'Assemblée générale de l'ONU a pendant de nombreuses années été une arène entre les protagonistes du conflit.

#### Internet

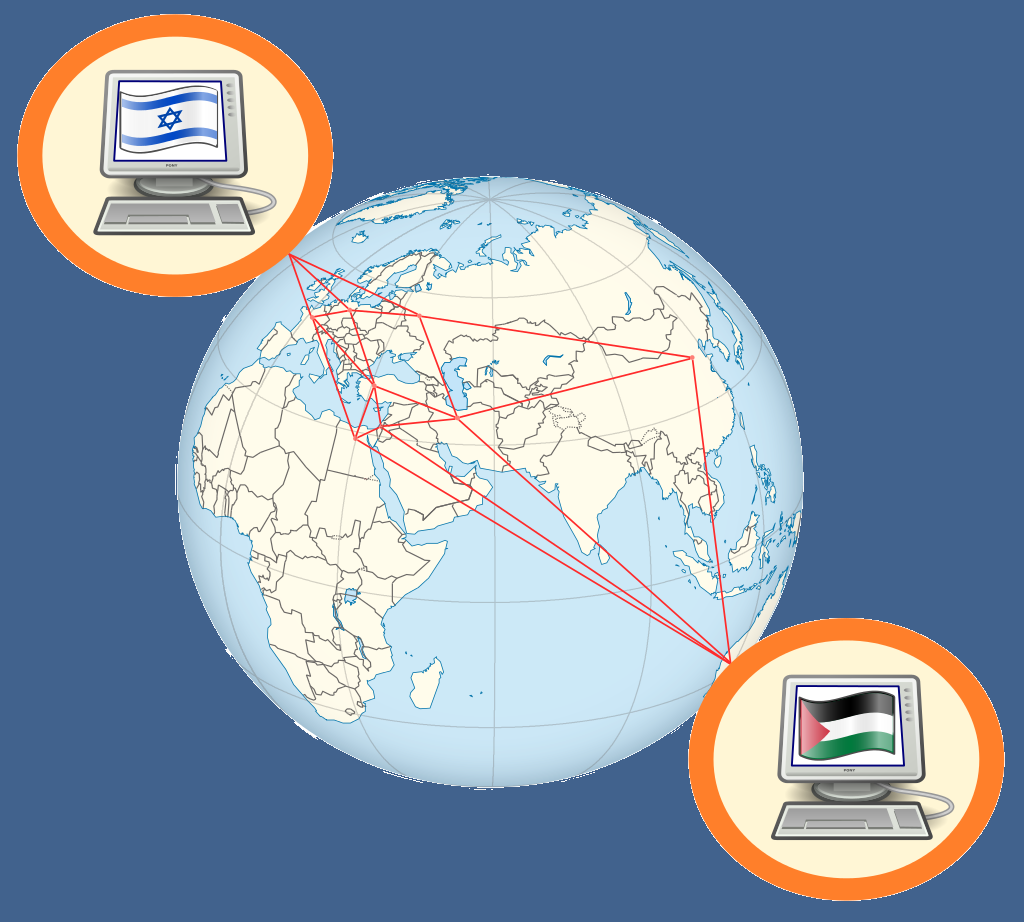
L'internet est devenu le vecteur principal de la guerre médiatique autour du conflit israélo-palestinien.

Parmi ceux-ci, l'internet a contribué à une mobilisation « sans précédent » dans la « mise en accusation des médias ». De nombreux sites web se consacrent de manière très spécifique à la surveillance ou au monitoring des médias dans le contexte du conflit, comme Desinfos.com (pro-israélien) ou Vigie Média Palestine (pro-palestinien), ou de manière plus généraliste dans un contexte « communautaire », des sites comme Oumma.com ou CRIF.
Bien que ne faisant pas partie des « grands médias », ils ont acquis une notoriété certaine, reconnaissance de la qualité de leurs publications. Ils ont fait l'objet d'enquêtes en guise de réponse de la part des médias ciblés, comme Le Monde diplomatique et Le Monde, qui ont répondu aux critiques formulées par certains de ces sites et publié des enquêtes à leur sujet. De manière non exhaustive, on peut citer en langue française côté pro-israélien : upjf.org, Metula News Agency, média-ratings… et côté pro-palestinien : info-palestine.net, CAPJPO-EuroPalestine… En anglais et à vocation internationale, on peut citer côté pro-israélien : CAMERA, MEMRI, et côté pro-palestinien : Electronic Intifada ou palestinemonitor.org. Une liste plus détaillée a été établie par le chercheur Jean-François Legrain dans son Guide de Palestine-sur-Web.
Selon Jérôme Bourdon, certains sites sont ou étaient proches de la professionnalisation, comme Proche-orient.info fondé par Élisabeth Schemla et des journalistes « inquiets de l'image d'Israël dans les médias ». Ce dernier a acquis sa notoriété en dénonçant les propos tenus en 2005 en Algérie par Dieudonné M'bala M'bala.
Le « conflit » s'est largement étendu sur le Web. Les versions hébraïque et anglaise de l'encyclopédie en ligne Wikipédia sont ainsi visées par des groupes de pression pro-israéliens proches des colons pour mener ce qu'ils nomment la « bataille de Wikipédia ». Ces derniers ont organisé des cours dont « la stratégie et les objectifs […] sont de former […] une "armée" d'éditeurs […] en leur donnant les compétences professionnelles d'écrire et de modifier le contenu de l'encyclopédie en ligne, d'une manière qui défende et mette en valeur l'image d'Israël »,,. D'autres supports virtuels, comme Facebook, YouTube et Google Maps, ont également été visés par des groupes de pression pro-israéliens.
Se déclarant consciente des « enjeux majeurs » représentés, l'armée israélienne participe à la « bataille médiatique ». Le 8 septembre 2011, elle explique par la voix de son porte-parole « que grâce à l’explosion d’Internet et l’utilisation des téléphones portables et autres smartphones, n’importe qui peut devenir une source d’information et permettre à des informations erronées de se répandre » et que l'armée « a récemment lancé un département consacré au[x] nouveaux médias et à Internet notamment responsable d’une chaîne Youtube, d’un compte Twitter, d’un compte Flickr ainsi que d’une toute nouvelle page Facebook ».
En juin 2014, le ministre israélien de l’Éducation, Shai Piron, annonce un programme de formation professionnelle à destination des enseignants. Il a pour but le développement de la Wikipédia en hébreu mais également, pour les étudiants maîtrisant des langues étrangères, de « contribuer à améliorer l’image d’Israël à l’étranger ». Le président de la Fondation Wikimedia, Jan-Bart de Vreede, s'est félicité de voir le système éducatif et le monde universitaire israéliens intégrer Wikipédia à leur programme.
En parallèle avec la dénonciation du discours des médias et la « réinformation », des actions plus agressives mais toujours virtuelles se sont développées visant le camp adverse. Depuis la seconde intifada, hackers israéliens et palestiniens se livrent dans le cyberespace à une guerre de spamming et de mise hors service ou de hacking, comme c'est le cas pour les sites d’al-Manar (agence d'information du Hezbollah) et de Wafa (agence de presse de l'Autorité palestinienne). Des sites officiels israéliens ont également été pris pour cible. Après les attentats du 11 septembre 2001, des groupes sont apparus avec pour objectif annoncé la traque au « terrorisme islamiste ». L’Internet Haganah annonce ainsi avoir fait fermer par les fournisseurs d'accès plus de 450 « sites défenseurs du terrorisme ».

#### Journaux

En France, le journal Le Monde est celui qui donne le plus d'écho aux débats entre pro-israéliens et pro-palestiniens.

Dans les controverses, les médias sont souvent accusés de parti-pris, certains d'entre eux étant ciblés de manière récurrente.
Ainsi, en France, Le Monde « irrite » une partie de son lectorat juif mais reste l'organe de presse le plus cité par les pro-israéliens et les pro-palestiniens ; Libération est sans doute plus pro-palestinien mais est moins pris pour cible car il n'a pas le statut de « quotidien de référence » et l'Agence France-Presse est la cible des pro-israéliens qui l'ont surnommée « Agence France Palestine ». Plusieurs pétitions ont même circulé contre elle. Dans le monde anglo-saxon, The Daily Telegraph, surnommé le « Daily Telavivgraph », et The New York Times sont catalogués pro-israéliens tandis que The Guardian est décrit comme pro-palestinien. Au niveau télévisuel, France 2 est devenue une cible privilégiée à la suite de son rôle dans l'affaire Mohammed al-Durah. La BBC est dénoncée pour son approche pro-palestinienne voire anti-israélienne, et les télévisions américaines sont perçues comme de parti-pris pro-israélien.
Jérôme Bourdon se questionne quant à la légitimité de ces accusations. Les études comparatives publiées à ce jour n'en ont pas montré le fondement. Selon lui, ces accusations tiennent sans doute plus à la notoriété de ces médias et à la nature de leur lectorat. Il note que les médias ciblés ont un statut officiel ou semi-officiel, qui donne donc de l'importance à leur présentation des événements, et que les « juifs sont surreprésentés dans leur lectorat ». Il prend pour exemple le Guardian en Grande-Bretagne qui n'est pas plus, sinon moins, pro-palestinien que The Independent mais qui a une relation de longue date avec Israël (c'était un journal très engagé pour le sionisme au début du XXe siècle) et qui avait en conséquence un lectorat aux affinités pro-israéliennes dont il a divorcé depuis.
Dans les controverses, les correspondants de presse sont également, soit mis en vedette, soit mis au pilori. Il en va ainsi de Charles Enderlin. Au cours des interviews menées dans son étude sur les médias dans le contexte du conflit, Jérôme Bourdon relate que, quand il a rappelé à ses interlocuteurs que Charles Enderlin est israélien depuis 1983 et qu'il a travaillé avec l'armée israélienne, cet élément a été pris à charge pour affirmer qu'il souffrait de la « haine de soi juive ».

#### Ouvrages et publications

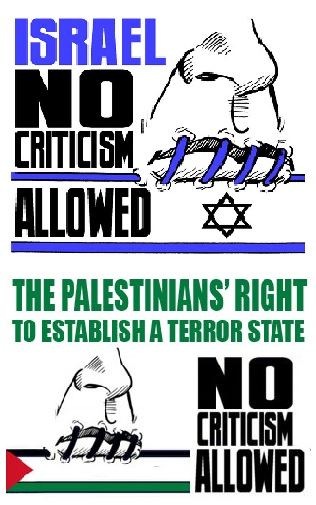
Dans la « guerre des mots » à laquelle se livrent commentateurs et analystes pro-israéliens et pro-palestiniens, chaque camp reproche à l'autre que la critique serait muselée. Le texte en anglais de la partie supérieure de l'affiche peut se traduire par Israël : Aucune critique tolérée, alors que celui du bas est Le droit des Palestiniens de fonder un État terroriste. Aucune critique tolérée. Dessin du militant pro-palestinien Latuff.

En 2003, le politologue Pascal Boniface publie un ouvrage intitulé Est-il permis de critiquer Israël ? Il y dénonce ce qu'il estime « l'impossibilité de critiquer le gouvernement [israélien] sans encourir les accusations les plus extravagantes et des mesures de rétorsion qui s'apparentent au terrorisme intellectuel ». Selon lui, « toute tentative de traiter du conflit du Proche-Orient selon des critères universels, non communautaires, est assimilée à une volonté de détruire Israël et à une position antisémite ». Il estime que, par sa « violence verbale », cette situation accentue « les tendances communautaires qui travaillent la société française ». En réaction, Armand Laferrère publie un article intitulé « Est-il permis de soutenir Israël ? » dans lequel il argumente qu'au contraire, la critique d'Israël est permise voire exagérée et injuste et que son « soutien n’est pas le produit d’un 'réflexe communautaire', mais d’une solidarité de principes ». L'année suivante, le journaliste Yves Azeroual de la Tribune juive publie, également en réaction à l'ouvrage de Pascal Boniface, un livre intitulé A-t-on le droit de défendre Israël ? où il compare Israël et le monde arabe.
Parmi les ouvrages de référence fonctionnant sur le principe de dévoilement et de dénonciation du « vrai » (de son camp) et du « faux » (de l'autre camp), on trouve côté pro-palestinien l'ouvrage de Denis Sieffert et al., La Guerre israélienne de l'information. Désinformation et fausses symétries dans le conflit israélo-palestinien ou celui de Norman Finkelstein, Mythes et réalités du conflit israélo-palestinien. Dans le camp pro-israélien, on trouve l'ouvrage de Mitchell Bard, Mythes et réalités des conflits du Proche-Orient, l'ouvrage collectif Le Conflit israélo-palestinien : les médias français sont-ils objectifs ?, publié par l'Observatoire du monde juif ou plus anciennement l'essai de Léon Poliakov, De Moscou à Beyrouth. Essai sur la désinformation.
Dans la littérature anglophone, les mêmes mécanismes ont lieu. En 2004, Alan Dershowitz publie un ouvrage intitulé The case for Israel dans lequel il critique ce qu'il juge être des mythes dont on accuse Israël tels qu'Israël serait un « État d'apartheid » ou encore « responsable du conflit israélo-arabe » et où il critique également Noam Chomsky. Michael Neumann (en) lui répond en 2005 en publiant The Case Against Israel dans lequel il critique ce qu'il juge être d'autres mythes comme l'idée que « les Palestiniens n'auraient jamais existé en tant que nation », qu'ils voudraient « jeter les Israéliens à la mer », qu'ils seraient « opposés à tout compromis », que les « violences politiques » israélienne et palestinienne ne sont pas moralement comparables ou encore que « toute critique d'Israël serait de l'antisémitisme ».

#### Institutions
Des institutions ne cachant pas leur soutien à l'un ou l'autre camp ou se déclarant neutres participent activement à la guerre des mots ou la dénoncent.

##### États-Unis
Aux États-Unis, le Council for the National Interest (CNI) est une organisation rassemblant plusieurs membres du Congrès des États-Unis ainsi que des sénateurs et des ambassadeurs. Selon le CNI, les « racines de l'islamophobie aux États-Unis peuvent être retracées jusqu'à un petit réseau subsidié et bien connecté d'experts en désinformation qui utilisent l'islamophobie comme un outil pour promouvoir le programme politique d'Israël aux États-Unis. ». Parmi ceux-ci, ils dénoncent notamment Frank Gaffney du Center for Security Policy ou Daniel Pipes du Middle East Forum. Le CNI indique quant à lui « encourager une politique étrangère américaine au Moyen-Orient qui soit cohérente avec les valeurs américaines, qui protège nos intérêts nationaux, et qui contribue à une solution juste du conflit israélo-arabe. Le but du CNI est de rétablir un environnement politique aux États-Unis dans lequel les électeurs et leurs représentants sont libres de toute influence et pression indues venant de pays étrangers ou de leurs partisans. »
En réponse, l’Anti-Defamation League (ADL) répond que le CNI est une « organisation anti-israélienne qui s'oppose à l'aide américaine à Israël et qui répand de la propagande visant à diaboliser Israël dans les milieux académiques, politiques et auprès d'autres audiences ». Selon le Middle East Forum, Israël compte 35 think tanks aux États-Unis tels que le Van Leer Institute, le Reut Institute, l’Institute for National Security Studies, le Jaffee Center for Strategic Studies, le Begin-Sadat (BESA) Center for Strategic Studies, le Jewish People Policy Planning Institute et le Shalem Center…

##### Organisation des Nations unies
| Carte des pays ayant participé au vote de la résolution 3379 : - Vert : pays soutenant la résolution. - Vert pâle : pays ayant voté pour. - Beige : pays s'étant abstenus. - Rouge : pays avant voté contre la résolution. - Gris : pays absents lors du vote. |

Certains commentateurs des deux camps se plaignent du « double standard » dont bénéficierait le camp d'en face et dont pâtirait le leur devant les institutions internationales, en particulier à l'ONU.
Selon le gouvernement israélien, « l'Assemblée générale de l'ONU a servi durant des années d'arène où se déroulaient des joutes politiques contre Israël. Les 21 États arabes, soutenus par les pays musulmans et leurs alliés du bloc des non-alignés, constituaient une « majorité automatique » garantissant l'adoption de résolutions anti-israéliennes par l'Assemblée générale ». Dans ce contexte, il est souvent fait référence à la résolution 3379 du 10 novembre 1975 qui décrète « que le sionisme est une forme de racisme et de discrimination raciale ». Elle est adoptée à l'époque par 72 voix (soit l'ensemble des pays arabes et des pays communistes) contre 35, et 32 abstentions. Elle est abrogée en 16 décembre 1991 par la résolution 46/86, le Secrétaire général Kofi Annan qualifiant en préambule du vote la résolution 3379 de décision « particulièrement malheureuse ».
Les pro-israéliens dénoncent également la focalisation de l'ONU sur Israël. Par exemple, entre 2006 et 2010, sur 40 résolutions du Conseil des droits de l'homme des Nations unies, 33 ont visé Israël. A contrario, Alain Gresh défend l'idée qu'Israël viole impunément depuis 40 ans « des dizaines de résolutions onusiennes, sans embargo [et] sans sanctions ». Un autre illustration de la problématique réside dans les rapports émanant de commissions d'enquête de l'ONU, tels que le rapport Goldstone et le rapport Palmer, qui sont l'un et l'autre accusés de parti pris ou salués pour leur objectivité selon les commentateurs qui les analysent,.
Le 16 décembre 2016, le secrétaire général de l'ONU, Ban Ki-Moon déclare devant le Conseil de Sécurité : « Des décennies de manœuvres politiques ont suscité un nombre disproportionné de résolutions, de rapports et de comités anti-israéliens ».

### Choix des dénominations
Les controverses tirent généralement à l'extrême le principe que « tout fait de langue est empreint de subjectivité ». Dans la guerre des mots autour du conflit israélo-palestinien, de nombreux exemples illustrent la problématique. Pour Rania Massoud, « le langage peut s’avérer être une arme puissante de propagande où chaque terme a une connotation bien spécifique et peut éveiller consciemment ou non un sentiment chez le récepteur qui, généralement, n’est lui-même pas neutre […]. Si la question ne se pose pas pour […] pro-israéliens ou pro-palestiniens, elle constitue un véritable casse-tête pour ceux qui cherchent à s’en tenir à une certaine neutralité. »

#### «Terroriste» versus «résistant»
Dans le contexte des événements des années 2000-2003 au début de la seconde intifada, les commentateurs pro-israéliens s'en prennent aux médias qui ne parlent pas des Palestiniens en tant que « terroristes ». Ils soulignent que leurs actions sont des assassinats qui visent des civils et qui sont le fait de fanatiques religieux. Ils font référence à la longue liste d'attentats palestiniens depuis 70 ans dont ils tiennent à jour des listes de victimes.
Pour les pro-palestiniens, « le discours israélien […] a toujours été constellé de demi-vérités et de mensonges flagrants ». Le journaliste palestinien Ramzy Baroud, auteur de Résistant en Palestine, une histoire vraie de Gaza, estime ainsi que « l’histoire de la Bande de Gaza représente un véritable parcours de la résistance palestinienne sous toutes ses formes [et que c’est] dans ce petit espace déshumanisé où vit une population qui augmente sans cesse, que le chromosome de la résistance peut être identifié ». Selon lui, « l’apparition de Gaza dans les informations a toujours été conditionnée par une attaque israélienne ou par d’autres actes hostiles présentés comme des réponses à l’hostilité palestinienne, ce qui est absolument inexact » et la situation actuelle n'est que le résultat d'une résistance débutée en 1948.
En France, la presse préfère utiliser dans ce contexte le mot « kamikaze » tandis qu'aux États-Unis, elle est plus prompte à condamner « la violence politique de groupes non étatiques », en particulier depuis les attentats du 11 septembre 2001. L'agence Reuters de son côté a choisi délibérément de bannir de son vocabulaire « terroriste » et « combattant de la liberté ». Quand ils sont pris à partie, les journalistes répondent qu'ils utilisent les termes les plus précis et les plus « neutres ».
Les chercheurs en sciences politiques expliquent qu'il n'y a « aucun consensus concernant les actes méritant l’étiquette « terrorisme » », que ces mots sont porteurs de trop de « charge émotive » et que leur usage dépend trop « de […] perceptions contradictoires ou conflictuelles » pour être utilisés objectivement.

#### «Terrorisme sioniste» versus «Pureté des armes»
Le même débat que celui ci-dessus relatif à la violence politique palestinienne porte sur la violence politique israélienne qui est tantôt qualifiée de « droit à l'auto-défense » ou de « répression israélienne » et tantôt de « terrorisme d'État israélien » ou de « terrorisme sioniste ».
Les pro-palestiniens mettent en cause l'armée israélienne, notamment à la suite de certaines exactions et massacres qui ont marqué l'histoire de l'armée, dont ceux de la guerre de 1948, de Qibya, de Kafr Qassem, de prisonniers de guerre,, de Sabra et Chatila, de Qana ainsi que, à la suite d'opérations controversées, par exemple la bataille de Jénine, l'opération Plomb durci ou l'abordage de la flottille pour Gaza. Les pro-israéliens mettent en avant le « droit à l'auto-défense » d'Israël et, dans ce contexte, l'armée israélienne serait la « plus morale du monde » selon son application du précepte de la « Pureté des armes ».
Les organisations paramilitaires sionistes actives du temps de la création d'Israël, en particulier l'Irgoun et le Lehi (acronyme hébreu pour Lohamei Herut Israel, « Combattants pour la liberté d’Israël »), sont souvent pointées du doigt. Les historiens les décrivent généralement comme des groupes « terroristes ». Dans ce contexte historique, les militants pro-israéliens font référence aux « pogroms » de 1920 et de 1929 ainsi qu'aux événements de la grande révolte arabe de 1936-1939 en Palestine mandataire au cours desquels des groupes arabes se livrèrent au terrorisme.
Une polémique du même type est apparue depuis quelques années au sein de la société israélienne. Dans le contexte de la colonisation des territoires occupés et du néosionisme religieux, des colons extrémistes se livrent à des actes de violence à l'encontre de Palestiniens mais aussi de policiers ou soldats israéliens. Un d'entre eux est également responsable de l'assassinat de l'ancien Premier Ministre israélien Yitzhak Rabin. Ces actes sont qualifiés de « terrorisme juif » et comparés au terrorisme palestinien, ce qui a provoqué la colère et des menaces de leurs partisans.

#### «Esplanade des Mosquées» versus «Mont du Temple»

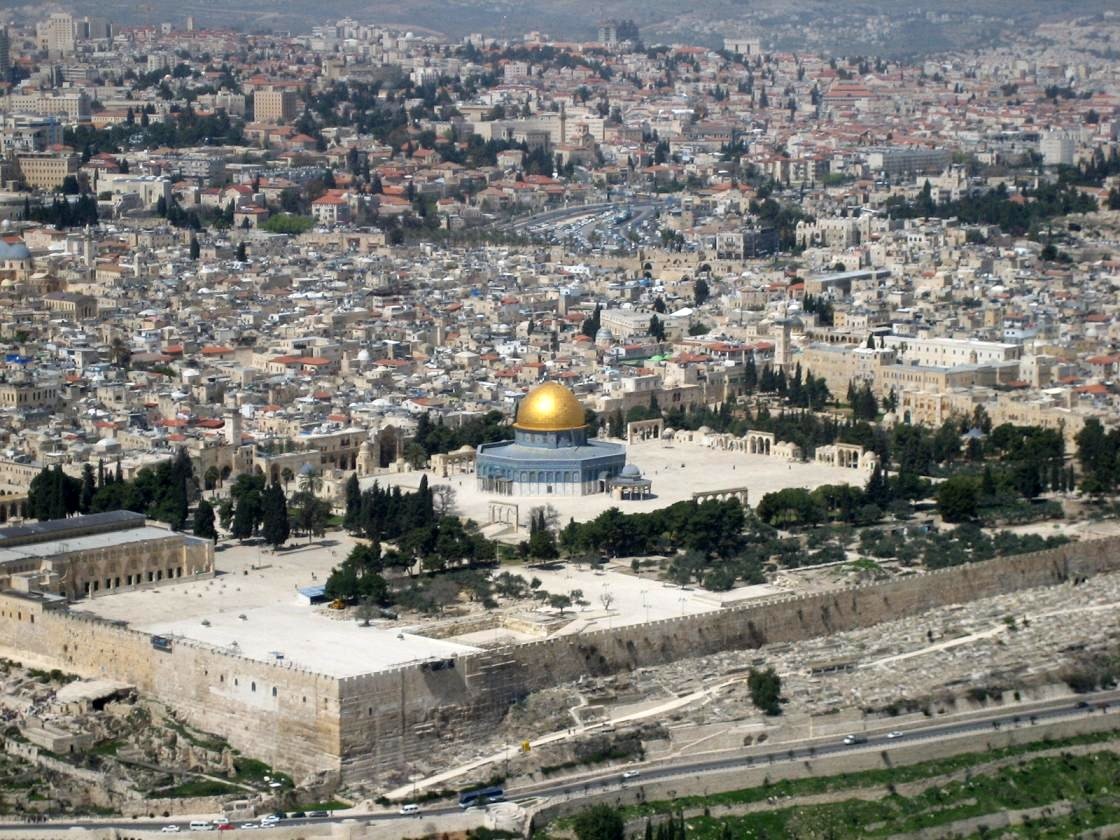
Panorama de Jérusalem. Le dôme du Rocher se dresse au centre de l'Esplanade des Mosquées bâtie sur le mont du Temple dont le dernier vestige est le Mur des Lamentations. La mosquée al-Aqsa est visible en bas à gauche de l'image.

Jérusalem est d'une importance symbolique centrale dans le volet religieux du conflit israélo-palestinien car elle contient de nombreux lieux saints pour les trois religions monothéistes.
Historiquement, les musulmans font référence à ces lieux en tant que « Haram al-Sharif », troisième lieu saint de l'islam où se dresse la mosquée al-Aqsa tandis que les juifs y font référence en tant que « mont du Temple », en référence au Temple de Jérusalem qui abritait l'Arche d'alliance jusqu'à sa destruction par Titus en 70 et dont le dernier vestige est son mur ouest, dénommé « Kotel (ha maaravi) », « Mur occidental », « Mur des Lamentations » ou « Al-Bourak ».
Jusqu'en septembre 2000, la presse française parle généralement et sans susciter de controverses de l'« esplanade des Mosquées » pour décrire le lieu tandis que la presse anglophone lui préfère l'expression « Temple Mount » (« Mont du Temple »). La dénomination du lieu devient objet de vives controverses après la visite d'Ariel Sharon à la veille de la seconde Intifada. En effet, cette visite prend un tout autre caractère si on la présente comme celle d'un parlementaire israélien sur un lieu sacré du judaïsme, le « Mont du Temple », ou si on la présente comme celle d'un militaire israélien controversé sur l'« esplanade des Mosquées », lieu saint de l'islam.
Selon Jérôme Bourdon, face aux critiques, la presse réagit mollement à la polémique, en prenant parfois soin côté francophone d'indiquer la double dénomination « esplanade des Mosquées (mont du Temple pour les juifs) » et côté anglophone « Temple Mount (Haram al-Sharif) ».
En 2017, à la suite d'une plainte d'un auditeur, Radio-Canada rappelle que « tous les grands médias francophones dans le monde nomment ce lieu "esplanade des Mosquées", de sorte qu'il s'agit donc du terme le plus communément admis dans la presse francophone, sans qu'il faille y voir une prise de position ».

#### «Colonies» versus «implantations»
Lors de la guerre des Six Jours en juin 1967, Israël conquiert Jérusalem-Est, la Cisjordanie, la bande de Gaza, le plateau du Golan et le Sinaï. Depuis, près de 500 000 civils (ou colons) israéliens se sont établis dans ces territoires, répartis dans près de 150 implantations (ou colonies) en Cisjordanie et à Jérusalem-Est et dans environ une trentaine dans le Golan,. En se basant sur la quatrième Convention de Genève de 1949, la communauté internationale considère que les implantations (ou colonies) israéliennes dans les territoires occupés depuis 1967 sont illégales selon le droit international public, bien que le gouvernement israélien remette en cause cette analyse.
Les controverses autour de la dénomination utilisée pour y faire référence sont un « classique » de la guerre des mots. Dans les langues latines, la presse a toujours utilisé les mots « colons » ou « colonies » dans ce contexte. Les pro-israéliens soulignent systématiquement que l'anglais parle de « settlers » ou de « settlements » qui n'a pas la même connotation parce qu'elles peuvent se traduire par « établissements », « implantations » ou « colonies ». Les pro-israéliens s'opposent à l'usage du mot « colonie » car ce dernier fait référence dans la mémoire collective à la colonisation européenne et ses crimes dont l'image est très négative. Un argument souvent avancé est que la colonisation nécessite l'existence d'une métropole, absente dans le cas israélien, ce qui montre que le choix des langues latines pourrait être inapproprié.
Au début du XXe siècle, le mouvement sioniste assumait le caractère colonial de son projet ; ainsi «  la principale institution sioniste qui achetait des terres s'appelait la Jewish Colonization Association », rappelle Henry Laurens, professeur au Collège de France. C'est parce que le mot a été associé dans le droit à un crime qu'il a été banni du vocabulaire politique israélien. Selon l'article 49 de la quatrième Convention de Genève, « la politique israélienne d'établissement d'implantations juives est une politique de colonisation ».
Selon le sociologue Jérôme Bourdon, le problème tient plus à la « difficulté de l'apprentissage de la complexité » que d'une réalité à traduire par les bons mots. Il illustre son analyse avec le cas de Gilo, un quartier juif construit juste au-delà de la ligne verte après 1967, en rapportant des « arguments » tenus par les pro et contra qui, d'un côté, ironisent que « l'habitant de Gilo est certainement le seul de l'histoire qui rentre à pied à sa métropole » et, de l'autre, que Gilo a été construit sur des terres de propriété palestinienne dont les habitants furent chassés lors de la guerre israélo-arabe de 1948. Jérôme Bourdon rapporte toutefois un cas qu'il estime plus justifié où en référence à la mort de deux adolescents de 13 et 14 ans, Le Monde a titré « meurtre de deux jeunes colons juifs », ce qui a provoqué de vives protestations car le titre a mis en avant la qualité de colons avant celle d'enfants, qu'on ne devrait pourtant pas rendre responsables d'un choix politique.

#### «Clôture de sécurité» versus «Mur de la honte»

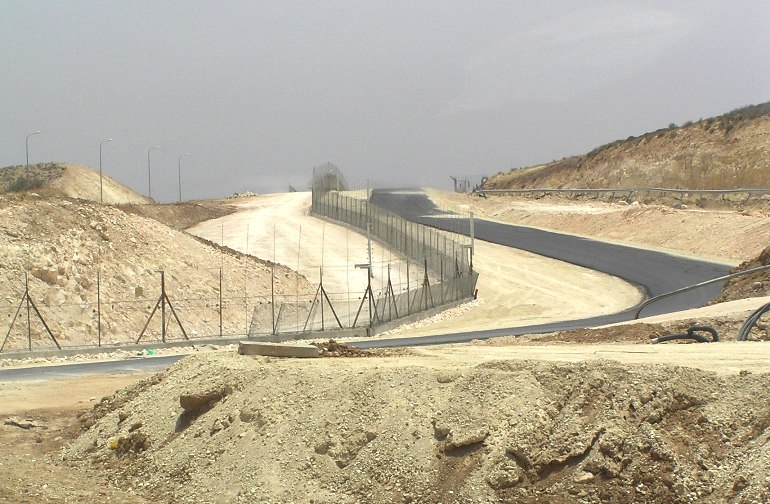
La « clôture de sécurité » (ou « mur de la honte ») aux alentours de Meitar, à 25 km au sud-ouest d'Hébron en Cisjordanie (ou Judée-Samarie).

En 2002, Ariel Sharon, alors Premier ministre d'Israël, lance la construction d'une barrière de séparation entre les territoires palestiniens et Israël. Il s'agit d'un « patchwork » de clôtures métalliques remplacées en certains endroits par un mur de béton d'une hauteur de 8 à 12 mètres, en particulier dans la région de Jérusalem. L'ensemble est doté de systèmes d'alarmes et de miradors, et parfois entouré de fossés. Son tracé ne suit pas la ligne verte (ligne de cessez-le-feu d'avant la guerre de 1967 et faisant office de frontière) mais s'enfonce parfois profondément en Cisjordanie suivant des boucles complexes, entourant certaines colonies israéliennes et enclavant certaines villes palestiniennes. La construction ne présente que de très rares ouvertures et empêche de façon radicale le passage de part et d'autre.
Les commentateurs y voient tantôt une « clôture de sécurité » destinée à « empêcher le terrorisme » et tantôt une « barrière » ou un « mur » dont l'objectif caché serait d'annexer de facto des territoires supplémentaires dans le contexte de futurs accords de paix. Vu la séparation nette entre les deux côtés, certains y voient un « mur de séparation » à caractère politique ou racial, un « mur d'apartheid », comparable au mur de Berlin et aux autres « murs de la honte »,.
Dans la presse francophone, on y fait plutôt référence en tant que « mur », comme Le Monde qui titre en 2003 : « Israël dresse un mur sur la voie de la paix en Palestine » tandis que dans la presse américaine, on y fait généralement référence en tant que « security fence » (« clôture de sécurité »), comme The New York Times qui titre, également en 2003 : « A fence to stop terrorists takes toll on Palestinian villages » (« Des villages palestiniens paient le prix pour une clôture destinée à arrêter les terroristes »).

#### «État de Palestine» versus «territoires disputés» ou «Judée-Samarie»
En juin 1967, l'armée israélienne conquiert sur la Jordanie toute la zone à l'ouest du Jourdain, la Cisjordanie. Les dénominations utilisées pour faire référence à cette région sont très diversifiées et font directement référence au point de vue que l'on adopte quant à son statut :
- Un accord de paix la transformerait en « État palestinien »[41] et certains pays y font déjà référence officiellement en tant que tel. Cette approche postule la légitimité des revendications palestiniennes. C'est la vision la plus répandue au sein de la communauté internationale ; l'Assemblée générale a également acté cette reconnaissance internationale en conférant à la Palestine le statut « État non membre ».
- La presse internationale y fait le plus souvent référence en tant que « territoires occupés » ou « territoires palestiniens occupés », pour souligner l'occupation militaire israélienne[41]. Les expressions « territoires disputés » et « Judée et Samarie » indiquent un parti pris pro-israélien [41], parti pris qui « ne reconnaît pas que ces territoires doivent bénéficier au peuple palestinien, et que le peuple palestinien y jouit du droit à l'autodétermination »[69]
- D'autres enfin reprennent la thèse de la droite et de l'extrême-droite israéliennes qui les dénomment « Judée-Samarie » pour marquer ses prétentions au Grand Israël dont ces territoires font partie[41].

Dans le même contexte, on fait référence à certaines villes suivant leur nom arabe ou hébreu ou suivant le nom d'usage du temps de la Palestine mandataire, comme Jaffa, ville arabe fusionnée à Tel-Aviv et Lydda renommée Lod après leur dépeuplement en 1948 ou encore Naplouse à laquelle les Israéliens font référence en tant que Sichem.
Le sociologue Jérôme Bourdon estime que parler de « territoires » serait « une facilité rhétorique ou une prudence politique qui permet[trait] d'éviter la controverse, mais en supposant un public compétent. »

#### «Palestiniens d'Israël» versus «Arabes israéliens»
Les Palestiniens d'Israël sont des personnes de culture arabe qui habitaient en Palestine avant 1948, qui sont restées sur le territoire devenu israélien, et ont obtenu la citoyenneté israélienne. L'expression  « Arabes israéliens » est employée principalement par Israël ; elle véhicule une signification idéologique dans la mesure où elle occulte la spécificité nationale de ces Palestiniens (en les désignant par un terme générique, «  Arabes »). Les documents officiels israéliens n'utilisent jamais l'expression même de « peuple palestinien » avant le processus de paix d'Oslo dans les années 1990, souligne en 2008 l'anthropologue Julie Peteet, qui explique cette absence par un déni condensé dans la formule de Golda Meir : « Il n'existe pas de Palestinien ».

#### «Armée israélienne» versus «Tsahal»
Armée israélienne est une expression neutre. Le nom Tsahal est formé des initiales de "Tsva Haganah Lé-Yisrael", en hébreu "Armée de défense d'Israël". Or cette armée dite « de défense » a envahi le Liban - en 1978, en 1982, en 2006 -, la Syrie - avec l'occupation du Golan, annexé en 1981 -, et « occupe encore la Palestine », selon les termes du juriste François Dubuisson, par conséquent cette appellation prête à controverse.

#### Toponymie
Plus généralement, la toponymie joue un rôle important dans l'affrontement israélo-palestinien. Pour le professeur en géographie politique de l’Université de Genève, Frédéric Giraut, « dans le conflit israélo-palestinien comme dans d’autres situations de crise, les noms de lieux peuvent devenir le terrain d’affrontements hautement symboliques. ». Deux fois, en 2016, pro-Israéliens et pro-Palestiniens se sont déchirés à propos des Décisions « Palestine occupée » du conseil exécutif de l'UNESCO, un texte qui, selon Israël, « nie le lien historique entre le peuple juif et le mont du Temple » et où pour l'Association France-Palestine nulle part « il n’y a de déclaration invalidant ou niant la connexion des Juifs au mont du Temple : la connexion juive n’est discutée en aucune façon, que ce soit positivement ou négativement ».

#### Autres exemples

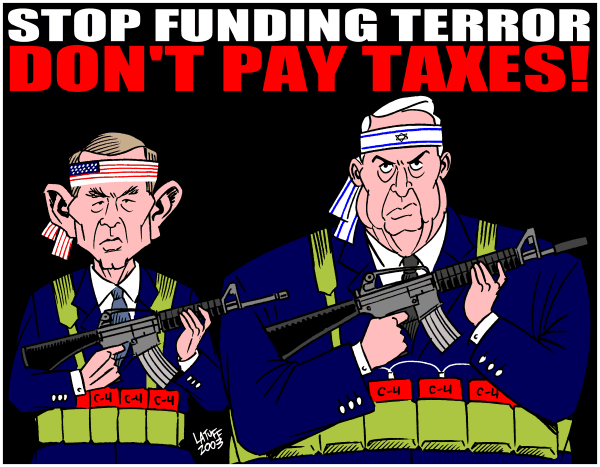
Caricature du militant pro-palestinien Carlos Latuff (2003).
Ariel Sharon, Premier ministre d'Israël, et George W. Bush, Président des États-Unis, sont présentés en « terroristes kamikazes ». La légende se traduit en Cessez de financer la terreur. Ne payez plus d'impôts !

Il existe de nombreux autres exemples où l'usage de dénominations plutôt que d'autres est utilisé pour mettre en avant des points de vue marqués. Sans que cette liste soit exhaustive :
- La source historique du conflit israélo-palestinien est la guerre israélo-arabe de 1948 qui a vu la fondation de l'État d'Israël et la déroute des visions nationalistes palestiniennes. Les premiers y font référence en tant que « guerre d'indépendance » ou « guerre de libération » pour en marquer l'issue heureuse tandis que les seconds parlent de « nakba » (« catastrophe »)[75]. En réaction, dans les milieux pro-israéliens, on fait référence à l'exode des Juifs des pays arabes et musulmans en tant que « nakba juive » pour souligner que le malheur ne fut pas que du côté palestinien et pour neutraliser une éventuelle revendication d'indemnités visant à compenser l'exode palestinien de 1948[76] ;
- L'OLP utilise l'euphémisme de « lutte armée » pour décrire ses actions et les détournements d'avions du FPLP dans les années 1968-1970, présentées comme une tactique pour faire connaître leur cause nationaliste dans le monde. L'organisation Hamas quant à elle, se revendique comme mouvement de résistance et de Jihad[77].
- Le cas de Gilad Shalit détenu par le Hamas entre juin 2006 et octobre 2011[78] est emblématique. Il est vu d'un côté comme un « otage »[79] « kidnappé »[80] par des « terroristes »[80], et d'un autre comme un soldat « capturé »[81] et détenu comme « prisonnier de guerre »[82] et dont la situation est à comparer aux 7 000 prisonniers palestiniens détenus en Israël[83] ou à celle de Salah Hamouri impliqué dans des actions sanglantes[84]
- L'État d'Israël est ainsi parfois dénommé « Entité sioniste » ou « Petit Satan » et Gaza comparé à un « camp de concentration » ; les Israéliens ou leurs supporters sont qualifiés de « sionistes » ; un amalgame est fait par les différentes parties entre « Juifs » et « Israéliens », et entre « Israël » et « État juif », tandis que la réalité « palestinienne » est parfois niée pour ne parler que d'« Arabes » ;
- L'utilisation de l'acronyme « Tsahal » pour désigner l'armée israélienne est contestée car son usage, en tant que « nom familier » serait une expression relevant de la « novlangue » qui transformerait « les forces israéliennes en exception dans l’esprit commun » en les investissant d'un « statut particulier »[85],[86] ;
- Ariel Sharon, ancien Premier ministre d'Israël, est qualifié de « boucher de Sabra et Chatila[87] » et de « bulldozer[88] », alors que Yasser Arafat, ancien président de l'Autorité palestinienne, est qualifié de « terroriste », « menteur » ou accusé de « corruption »[89] ; un successeur présumé de Yasser Arafat en tant que Président palestinien, Marwan Barghouti, est un « terroriste » aux yeux des Israéliens et emprisonné à vie comme tel depuis 2002[90] tandis que d'autres voient en lui le « Nelson Mandela palestinien »[91].
- etc.

### Exemples de batailles médiatiques

#### Guerres de Gaza

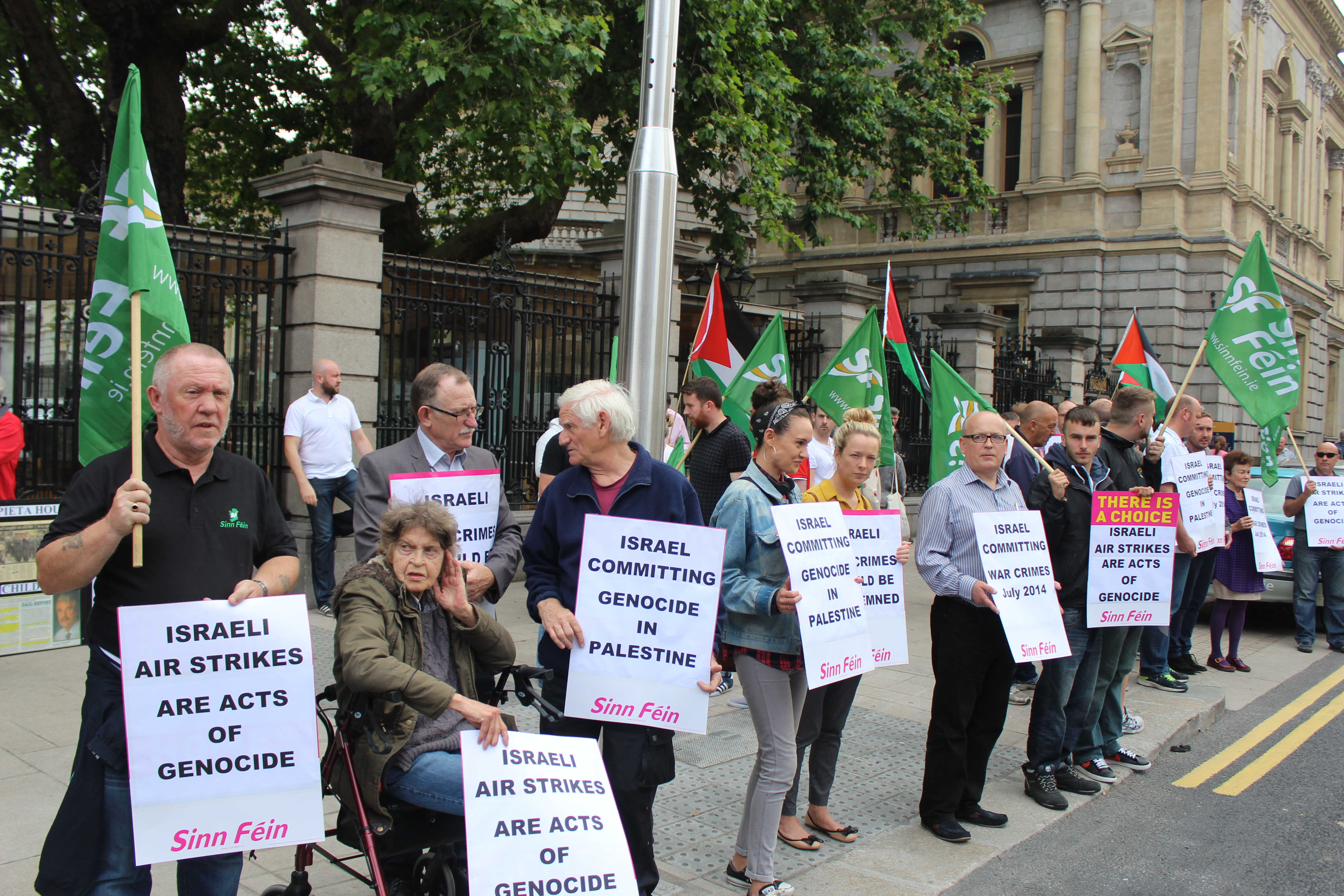
Manifestants pro-palestiniens en Irlande du Nord (juillet 2014).
La pancarte à l'avant-plan indique : « Les raids aériens israéliens sont des actes de génocide. »

Carte présentant la portée de roquettes du Hamas tirées depuis la bande de Gaza (juillet 2014).
Pour démontrer la menace à laquelle Israël était confrontée lors du conflit de juillet 2014 et pour justifier son « droit à l'auto-défense », le camp pro-israélien a diffusé des cartes indiquant la portée théorique des différents types de roquettes du Hamas.

Depuis l'évacuation des colons israéliens de la bande de Gaza en 2005 puis sa prise de contrôle par le Hamas en 2006, la bande de Gaza a fait l'objet de 4 conflits d'envergure avec Israël en 2008-2009, en 2011, en 2012 et en 2014. Ces confrontations ont été accompagnées d'une campagne de propagande de la part de l'armée israélienne et du Hamas ainsi que des commentateurs pro-israéliens et pro-palestiniens.
Selon les analystes, la dernière opération de juillet 2014 a fait l'objet d'une guerre médiatique d'une « férocité sans précédent » dans laquelle « chaque camp [a] utilis[é] Twitter [(comptes #GazaUnderAttack et #IsraelUnderFire)],, Facebook et YouTube pour dénoncer l'autre, et pour présenter des comptes rendus qui sont au mieux partiaux et souvent manifestement déformés », notamment avec des publications de vidéos ou d'images trafiquées. Dans des tribunes indépendantes, les journalistes du New York Times, du Guardian et de la National Public Radio ont annoncé avoir reçu un « déluge » de plaintes de lecteurs tant pro-israéliens que pro-palestiniens sur leur couverture du conflit, notamment leur « biais » en la matière.
Chaque camp a espéré gagner la sympathie internationale tout en jouant sur le moral du camp adverse. Israël s'est justifiée de « défendre ses citoyens contre des attaques non provoquées tout en évitant de tuer des civils de l'autre camp » tandis que le Hamas « [a pris] le monde à témoin du taux élevé de victimes civiles de l'assaut israélien contre Gaza ».
Selon Noura Erakat, les éléments centraux de la propagande ont porté sur la réalité ou non de la fin de l'occupation de Gaza depuis 2005, sur l'idée qu'Israël exercerait son « droit à l'auto-défense » en ne faisant que répondre aux tirs de roquettes du Hamas, sur le sort et l'usage des civils et sur l'idée que le Hamas utiliserait des écoles et des hôpitaux pour y dissimuler ses roquettes.
Selon des observateurs, l'asymétrie déjà présente dans les moyens conventionnels s'est retrouvée également au niveau des ressources de chaque camp dans la guerre médiatique. L'armée israélienne a mobilisé une unité de 40 personnes et bénéficié du soutien de 400 étudiants volontaires installés dans une salle du campus de Hertzliya (dénommée « Hasbara room ») d'où ils ont géré 5 pages Facebook ainsi qu'un site Web en 21 langues,.
Kate Shuttleworth rapporte le témoignage d'une étudiante de 22 ans participant au projet Hasbara : « chaque histoire a deux camps et […] nous avons notre propre version à donner. Nous avons observé tant de mensonges, de discours de haine et de propagande, que nous avons eu le sentiment de devoir [agir] ». L'étudiante estime que le groupe ne se livre pas à de la propagande mais exprime son ressenti et celui de ses concitoyens israéliens au monde. Ali Abunimah, fondateur du site Electronic Intifada, a déclaré être surpris de la franchise avec laquelle des étudiants s'identifient avec leur gouvernement pour justifier l'utilisation de la force à Gaza.

#### «Antisionisme» et «antisémitisme»
Pro-palestiniens et pro-israéliens récupèrent les uns et les autres l'antisémitisme et le nazisme dans leur conflit idéologique. Les attaques visent tout autant les protagonistes du conflit que les militants du camp d'en face.
Manuel Abramowicz dénonce ainsi une « guerre des mots » dans le conflit israélo-palestinien. Selon lui, « un vocabulaire de la Deuxième guerre mondiale semble être ressorti des oubliettes de l’Histoire. Entraînant, dans la foulée, une banalisation des crimes hitlériens. Les mots sont aussi des armes au service de la propagande. » Il cite à titre d'exemples la comparaison du sionisme au nazisme ou la stigmatisation des connexions arabo-nazies. Il met en garde contre ce qu'il dénomme une « intoxication idéologique » qui peut « entraîner [chacun] sur une pente savonneuse, en direction d’un cul-de-sac de l’esprit ».
Pour plusieurs commentateurs, l'antisionisme et la critique d'Israël ne sont souvent qu'un « cache-sexe » de la « haine du Juif » traduisant une nouvelle forme d'antisémitisme. Dans La Nouvelle Propagande antijuive, Pierre-André Taguieff avance que l'accusation de racisme à l'égard du sionisme est une résurgence contemporaine des vieilles accusations antisémites. Il écrit que « l’antisionisme radical est l’une des principales formes de racisme apparues depuis la fin du XXe siècle. En procédant à la nazification du sionisme, il légitime un programme raciste d’élimination d’Israël ». Cette thèse est soutenue par des intellectuels comme Alain Finkielkraut, Ivan Rioufol, Alexandre Adler, Philippe Val, Bernard-Henri Lévy, ou encore par le Premier ministre français Manuel Valls.
Pour d'autres, ce serait la critique envers Israël ou sa politique qui serait devenue impossible de par un chantage à l'antisémitisme dont seraient automatiquement la cible ceux qui analysent ou prennent position sur la situation proche-orientale de manière défavorable à Israël. Ainsi, des personnalités comme Edgar Morin, Pierre Péan et Philippe Cohen, Daniel Mermet, Hugo Chávez, Pascal Boniface, Jacques Bouveresse, Charles Enderlin, Pierre Bourdieu, José Bové et Siné, des médias tels que Le Monde diplomatique et Charlie Hebdo ont été qualifiés d'antisémites, voire de nazis dans ces circonstances.
Antoine Spire met en avant la séparation étroite entre l'antisionisme et l'antisémitisme. Selon lui, « [a]ujourd'hui, l'antisionisme, même s'il ne se veut pas antisémite, vise non seulement la politique oppressive d'Israël contre les Palestiniens, mais aussi Israël et son lien avec ses soutiens en diaspora qu'on accuse sans toujours aller y voir d'inconditionnalité ; il en vient à récuser l'existence même d'un État juif. C'est là que peut se nouer le lien entre antisionisme et antisémitisme : de l'antisionisme au vœu de disparition de l'État hébreu, il n'y a qu'un fil, et de la disparition de l'État hébreu à la haine de ceux qui militent pour le droit à l'existence de l'État d'Israël, il n'y a qu'un pas ».
Pour Pascal Boniface, les deux réalités coexistent. Selon lui, « afin d'échapper à la législation qui pénalise les propos antisémites, certains entretiennent une confusion volontaire entre juifs et sionistes, espérant échapper aux foudres de la loi en utilisant le second terme à la place du premier », mais il estime également que l'« accusation récurrente d'antisémitisme opposée à ceux qui ne font qu'émettre une critique politique du gouvernement israélien crée un amalgame tout aussi funeste et contribue à l’importation du conflit israélo-palestinien en France. »

## Guerre des mots dans les milieux académique et culturel
La guerre des mots autour du conflit israélo-palestinien se déroule également dans le monde académique, en particulier en historiographie. Le conflit commence entre historiens israéliens et palestiniens, puis à partir des années 1980 entre historiens dits sionistes ou « traditionnels » et historiens post-sionistes encore appelés « nouveaux historiens ». Des sociologues et des politologues interviennent également. Cette guerre touche le cœur de la société israélienne.

### Biais
Bien que leur description du passé soit parfois très divergente, les historiens s'accordent pour dire que l'historiographie du conflit israélo-palestinien est biaisée. Ils s'en prennent parfois avec virulence à leurs collègues qui ne partageant pas leurs points de vue, s'accusant mutuellement de propagande ou de biais idéologique.
En 1980, Steven Glazer, doctorant de l'université de Georgetown étudiant les événements de la guerre de 1948, souligne la « problématique du biais » et estime que l'essentiel de l'historiographie sur cette période ne vise pas à étudier l'histoire en tant que telle mais à « renforcer les revendications palestiniennes ou sionistes ». Parmi le premier biais dont tout historien devrait prendre conscience, il reprend à son compte la conclusion de l'historien Marc Bloch, selon laquelle « le simple usage de [certains] mots détruit la neutralité du rédacteur et l'oblige à prendre parti ».
Dans sa critique de l'historiographie sioniste et de celle datant des premières années après la fondation d'Israël, l'historien israélien Yoav Gelber souligne qu'elle n'a pas été le fait d'historiens et qu'elle a été confrontée à des impératifs visant à la « défense du projet sioniste » puis après l'euphorie de la victoire lors de la guerre de 1948 à la « distribution de lauriers » aux vainqueurs. Il souligne que l'absence d'accès aux archives et l'influence des « mythes » et de la « mémoire collective » a eu un impact négatif sur l'historiographie israélienne.
Yoav Gelber n'en estime pas moins que « l'historiographie palestinienne [est de] nature propagandiste [et obéit] à des critères professionnels de faible qualité ». Il considère qu'elle ne s'appuie pas assez sur les archives documentaires et trop sur les témoignages oraux ou des sources douteuses, et qu'elle se veut avant tout apologétique, qu'elle cherche à prouver l'antériorité du mouvement nationaliste palestinien sur le sionisme ou à exonérer les Palestiniens de leurs responsabilités dans le conflit. Il qualifie ainsi Nur Masalha d'« historien-propagandiste palestinien ».

### La guerre des manuels scolaires

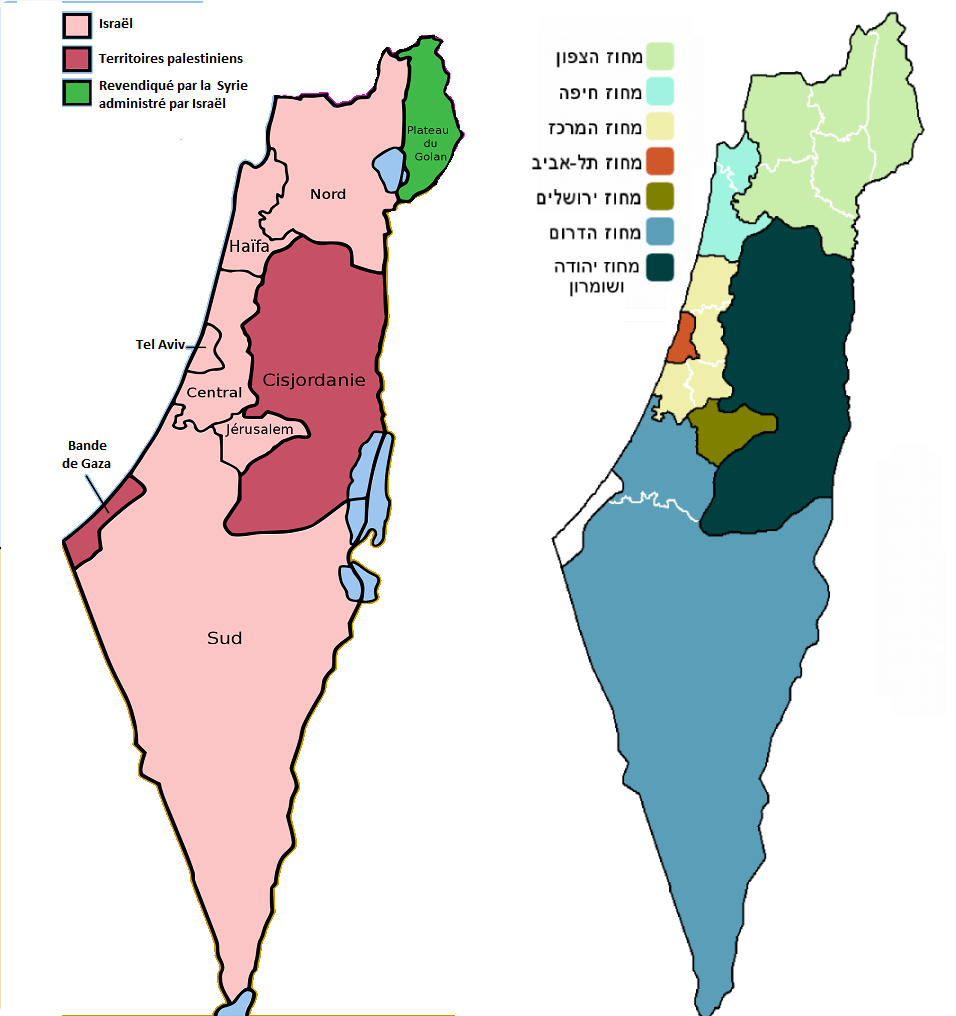
Comparaison de la présentation des districts d'Israël entre Wikipédia en français (à gauche) et Wikipédia en hébreu (à droite) dans leur version d'août 2015.
La Wikipédia en français présente six districts. Le Golan (en vert) et les Territoires palestiniens (la bande de Gaza et la Cisjordanie, en rose foncé) sont dissociés d'Israël (en rose).
La Wikipédia en hébreu présente sept districts. Le district supplémentaire dénommé Ezor Yehuda VeShomron (la Judée-Samarie) correspond à la Cisjordanie. Le district nord inclut également le Golan. L'ensemble est présenté comme formant Israël. La bande de Gaza est exclue du territoire.

Selon une étude réalisée par Amnesty International, les manuels scolaires israéliens et palestiniens présentent des réalités très prosaïques et une histoire de leur passé commun diamétralement opposée. Une des raisons invoquées est que « chacune des deux sociétés, majoritairement, a longtemps considéré que sa survie passe par la négation de l’autre et que la reconnaissance des droits de l’une signifiait l’illégitimité des droits de l’autre ». À titre d'exemple, jusque dans les années 1990, les manuels scolaires jordaniens destinés aux Palestiniens ont présenté Israël en tant que « Palestine occupée » ou « entité sioniste » et les cartes ont englobé le pays dans un grand royaume hachémite incluant la Jordanie, Israël et les territoires palestiniens. Côté israélien, le fait palestinien a été nié dans les manuels scolaires ainsi que l'histoire de Palestine, pour se concentrer sur les racines antiques d’Israël, les persécutions envers les Juifs, la Shoah et les réalisations du sionisme. Les cartes ont fait usage d'une géographie biblique et nomment la région de Gaza, « Plaine de Philistie » et la Cisjordanie, « Judée et Samarie », en englobant dans Israël la bande de Gaza, la Cisjordanie et le Golan.
À Jérusalem-Est, sous contrôle arabe entre 1948 et 1967 puis sous contrôle israélien depuis, officiels israéliens et palestiniens se « battent » pour que les élèves arabes n'utilisent que les manuels qu'ils éditent chacun. Les Palestiniens estiment que les manuels scolaires israéliens sont l'objet de « coupes » comme la représentation du drapeau palestinien ou de Yasser Arafat ou encore l'évocation du « droit au retour ». Selon les Israéliens, leur action n'a pour but que d'empêcher l’« exposition des élèves à des enseignements qui promeuvent la violence, l’intolérance et la haine » en supprimant des mots-clés tel que « martyr » ou « nous rentrerons ».
Après les accords d'Oslo de 1994, des enseignants d'histoire israéliens et palestiniens tentent de rédiger un manuel scolaire destiné à être utilisé dans les deux réseaux. Chaque page de l'ouvrage est rédigée sur deux colonnes où sont présentés les points de vue de chaque camp sur des événements fondamentaux de leur histoire comme la déclaration Balfour de 1917, la guerre de 1948, la question des Territoires occupés, la guerre des Six Jours ou la première Intifada. Selon les auteurs, « l’intérêt principal de cet ouvrage est, par la présentation de ces points de vue divergents, de montrer qu’il est nécessaire de comprendre le point de vue de l’autre afin de lever les malentendus pour avancer vers une compréhension réciproque ».

### Boycott académique d'Israël
En 2005, la société civile palestinienne lance la campagne BDS (pour boycott, désinvestissement et sanctions) visant à boycotter les produits des colonies israéliennes. L'appel s'étend au boycott à l'ensemble de l'économie israélienne, voire au monde académique israélien. Ainsi, depuis 2005, des campagnes polémiques visant au boycott universitaire d'Israël sont lancées dans les milieux universitaires occidentaux par des personnalités académiques, des associations d'étudiants ou des regroupements d'universités pour protester contre la politique israélienne dans les Territoires palestiniens occupés.
En 2013, à la suite du boycott par le physicien Stephen Hawking d'une conférence devant se tenir en Israël, l'organisateur déclare que l'« utilisation du boycott académique contre Israël est inapproprié et scandaleux, en particulier pour ceux à qui l'esprit de liberté est la base de la mission humaine et académique. […] Israël est une démocratie au sein de laquelle chacun peut trouver à s'exprimer, quelles que soient ses opinions. Une décision de boycott est incompatible avec un discours ouvertement démocratique ».

### Exemples de polémiques historiques

#### «Une terre sans peuple pour un peuple sans terre»
En 1984, l'essayiste Joan Peters publie un ouvrage intitulé : From Time Immemorial: The Origins of the Arab-Jewish Conflict over Palestine (« Depuis la nuit des temps : les origines du conflit judéo-arabe en Palestine »).
La thèse de l'ouvrage est que les Arabes palestiniens présents en Palestine en 1948 n'auraient pas été des descendants d'habitants arabes de la région mais au contraire seraient le résultat de plusieurs vagues d'immigration à partir du XIXe siècle. L'étude donne ainsi crédit à la thèse sioniste rappelée par les propos d'Israel Zangwill que la Palestine a été « une terre sans peuple pour un peuple sans terre ». Lors de sa publication aux États-Unis, l'ouvrage est acclamé par la critique avec plus de 200 revues favorables. En avril 1985, il reçoit le National Jewish Book Award dans la catégorie « Israel ».
L'année de sa publication, l'ouvrage de Joan Peters est vivement critiqué dans la thèse de doctorat de Norman Finkelstein (qui sera plus tard reprise et développée dans son ouvrage Image et réalité du conflit israélo-palestinien). Ce dernier avance que les éléments de preuve apportés par Peters pour démontrer une immigration arabe illégale et massive en Palestine sont presque entièrement falsifiés et que les calculs réalisés pour démontrer sa thèse sont faux. Les années suivantes, le livre de Peters reçoit des critiques très négatives de Noam Chomsky, Albert Hourani et Edward Saïd. L'historien israélien Yehoshua Porath estime que ce n'est qu'une « vulgaire contrefaçon » « bonne à jeter aux ordures » sauf pour ceux qui voudraient en faire une « arme de propagande ».
Au début du XXIe siècle, l'ouvrage est considéré comme un « pamphlet idéologique déguisé en histoire », de la « propagande » et de la « pseudo-expertise »,.

#### Le Mufti de Jérusalem et l'«islamofascisme»
Selon Gilbert Achcar, « [c]es dernières années ont vu une recrudescence spectaculaire de la guerre des mots opposant Israël aux Palestiniens et aux Arabes, avec le concours actif des partisans des deux camps en Europe et aux États-Unis. Cette dimension particulière du conflit israélo-arabe a toujours été cruciale pour l’État d’Israël [qui] doit impérativement cultiver le soutien des pays occidentaux à sa cause. » Dans ce contexte, les sympathies du leader palestinien Mohammed Amin al-Husseini pour les Nazis sont régulièrement utilisées par les leaders israéliens pour « conclure à un antisémitisme congénital de tous les Arabes… et justifier ainsi l’injustifiable occupation de leurs Territoires ».

##### Polémiques

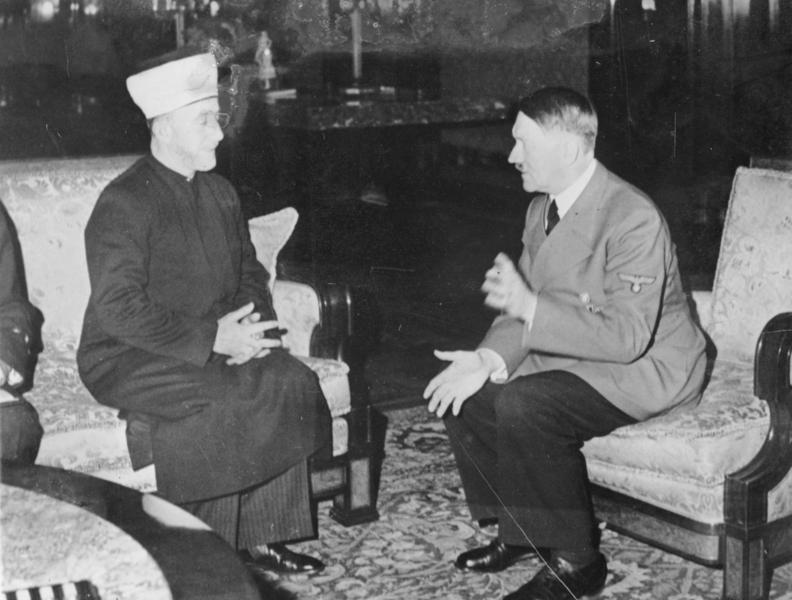
Photo des Archives fédérales allemandes.
La rencontre entre Amin al-Husseini et Adolf Hitler en décembre 1941, immortalisée par cette photo, est un argument récurrent visant à démontrer l'antisémitisme du Mufti de Jérusalem et par extension ou héritage, du mouvement nationaliste palestinien.

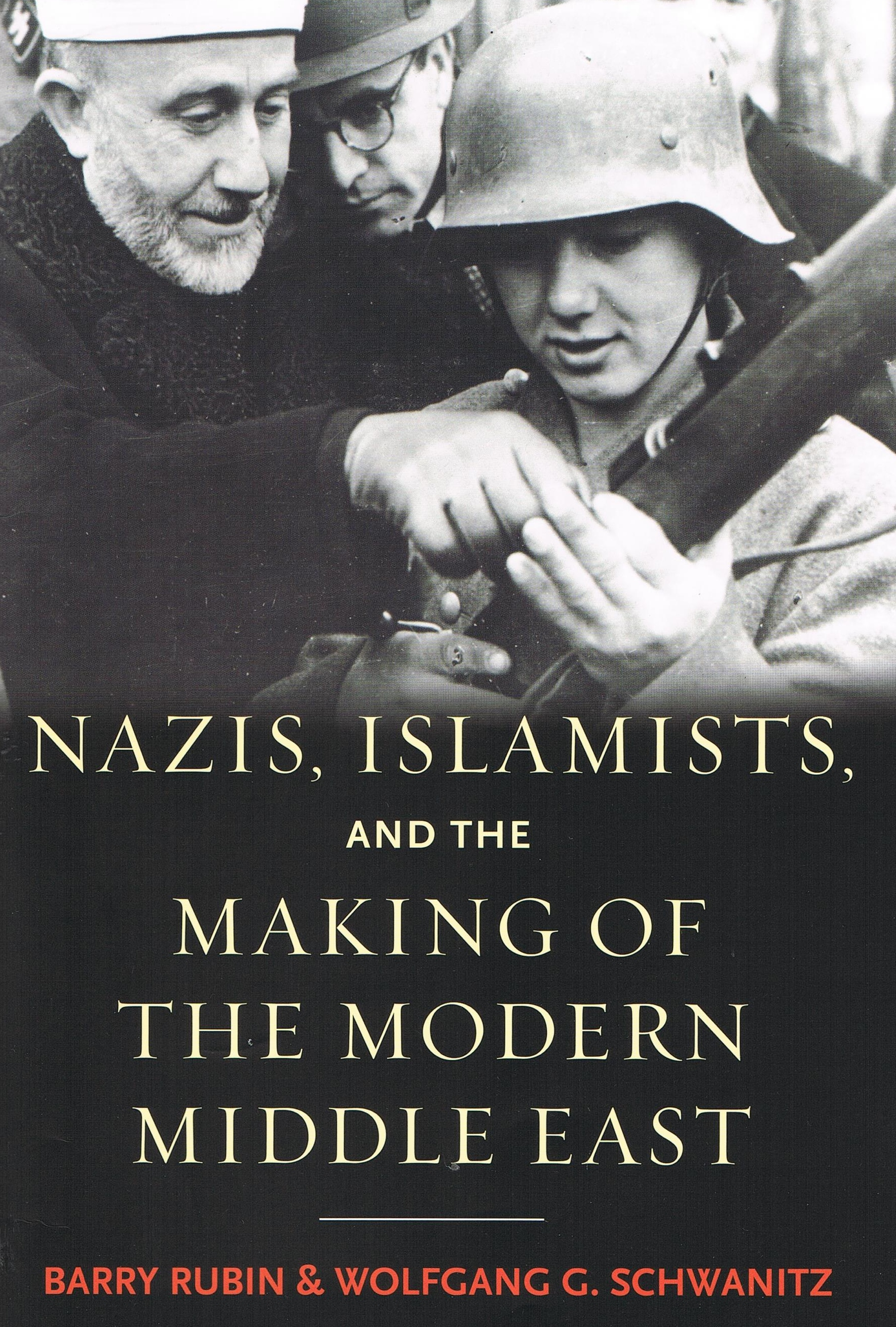
Couverture de l'ouvrage de Barry Rubin et Wolfgang G. Schwanitz, (« Nazis, islamistes et la construction du Moyen-Orient moderne »).

Le Grand Mufti de Jérusalem, Amin al-Husseini, est une figure centrale du mouvement nationaliste palestinien de 1920 à 1937 puis à nouveau entre 1946 et 1948. Entre 1937 et 1945, il collabore activement avec les puissances de l'Axe contre les Britanniques. Son historiographie est particulièrement polémique et il est souvent dépeint comme un antisémite intransigeant, complice de l'extermination des Juifs, responsable du conflit israélo-arabe, et potentiel vecteur de radicalisme islamiste au cours du XXe siècle.
Par exemple, l'historien Jeffrey Herf estime que les fondements de l'influence fasciste sur l'islamisme ont pour origine la propagande nazie dont le monde arabe fut la cible durant la Seconde Guerre mondiale au travers du Mufti.
La thèse islamofasciste (ou nazislamiste) a ainsi été poussée à l'extrême par le sociologue des médias Barry Rubin (en) et l'historien Wolfgang G. Schwanitz. Ils avancent que le Mufti de Jérusalem, « ami et confident d'Adolf Hitler » aurait été l'« architecte de l'Holocauste », que les Nazis auraient promu tant l'islamisme que le jihad et que cette alliance « nazislamiste » aurait créé la situation au Moyen-Orient aujourd'hui.
La thèse que l'extermination des Juifs aurait été inspirée à Adolf Hitler par le Mufti est ainsi reprise par le Premier ministre israélien Benyamin Netanyahou le 21 octobre 2015 devant le Congrès sioniste mondial, ce qui lui vaut de nombreuses critiques en particulier d'historiens, bien que Jeffrey Herf et Wolfgang Schwanitz prennent sa défense,. Christopher Browning écrit ainsi que « le dernier mensonge de Netanyahou fait partie d'une campagne persistante visant à dépeindre le Grand Mufti comme un auteur majeur de l'Holocauste » et Élie Barnavi évoque une « prostitution de la Shoah », tandis que Wolfgang Schwanitz écrit que « c'est un fait historique que le Grand Mufti de Jérusalem était complice et que sa collaboration avec Adolf Hitler joua un rôle important dans l'Holocauste »,.

##### Analyses
Selon l'historienne Idith Zertal, la réalité sur le Mufti a été exagérée et amplifiée à des fins politiques à un tel point qu'elle a même déteint sur la littérature académique. Selon David Mikics, la thèse du Mufti responsable de l'Holocauste est « stupide » et cache un « programme politique » au vu du matériel sur lequel elle se base. Pour Robert Fisk, « faire porter la responsabilité de l'Holocauste sur cette personnalité misérable est une insulte à l'histoire et aux six millions de victimes de ce régime démoniaque ».
Dans Beyond Chutzpah, Norman Finkelstein met en avant de nombreuses inventions au sujet du Mutfi, que l'on retrouve dans la littérature académique, selon lesquelles par exemple il aurait visité Auschwitz et instigué l'opération Atlas qui aurait visé à empoisonner la population de Tel-Aviv.
Le politologue Gilbert Achcar souligne que le Mufti de Jérusalem « a pris fait et cause pour le nazisme, au point d’approuver le judéocide » et que ce faisant, il est allé bien plus loin que la logique selon laquelle « l’ennemi (allemand) de mon ennemi (britannique) est mon ami », mais qu'en parallèle, il a occupé une place centrale et exagérée dans la propagande israélienne, dans le but d'associer le Mufti au mouvement nationaliste palestinien dans son ensemble afin de « dénoncer [un] antisémitisme congénital [chez les] Arabes » et à « impliquer les Palestiniens et les Arabes dans le génocide nazi ».

#### «Émeute», «Pogrom» ou «Confrontation»

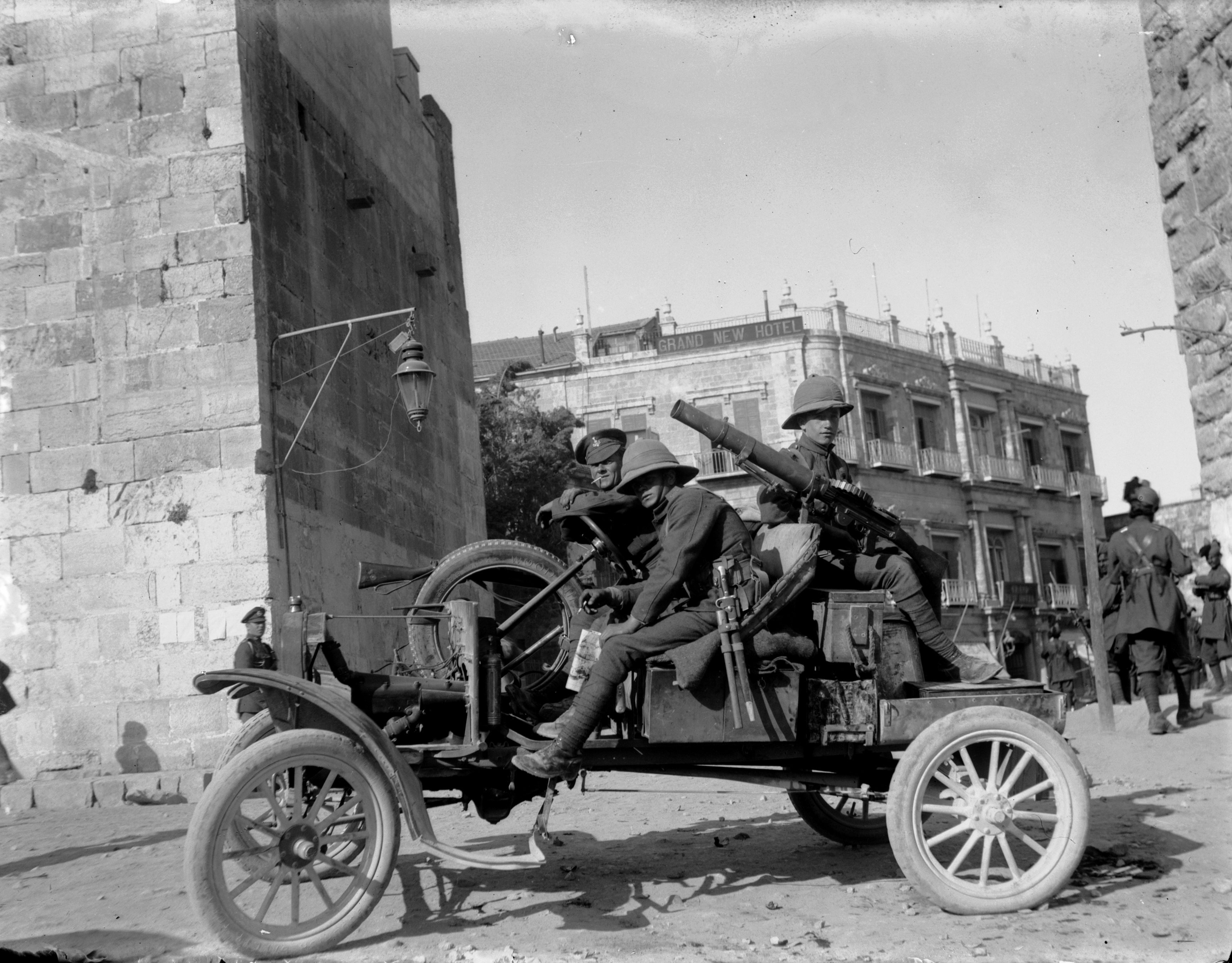
Soldats britanniques et leur véhicule armé postés à la porte de Jaffa, après le pogrom/les émeutes, 8 avril 1920

Les historiens font généralement référence aux événements de 1920 à Jérusalem en tant qu'« émeutes »,,, mais certains parlent également de « pogrom »,,. Pour Nathan Weinstock, ces événements sont à caractériser en tant que « pogrom » car il ne s'agit pas « de simples troubles motivés par la volonté de contester une politique donnée [...] mais bien de mouvements de foule irrépressibles et contagieux, animés par une haine aveugle du Juif [...] ». L'historien Benny Morris nuance légèrement et écrit que « les trois jours d'émeutes ressemblent tout bonnement à un pogrom ». L'historien Rashid Khalidi place quant à lui sur le même pied Arabes et sionistes qui « s'affrontent le jour de la fête musulmane du prophète Moïse ».
L'historien David Monk souligne que tandis que les autorités sionistes parlent de « pogrom », les autorités britanniques de leur côté présentent « une image de violence qui est organique et cataclysmique » ou qui résulte d'une « déflagration ». De son point de vue, d'un côté, référer aux « émeutes » en tant que « pogrom » signifie passer d'une image de « résistance envers un programme sioniste actif » à une image de « persécution ethnique et religieuse [...] envers une population passive » tandis que de l'autre côté, référer aux « émeutes » en termes de « déflagration » absout les autorités de toute responsabilité, ne pouvant lutter contre « la force de la nature » ou contre un « événement spontané » qui serait « indépendant de l'impérialisme britannique ».

#### «Les Mythes fondateurs de la politique israélienne»
En 1995, Roger Garaudy publie aux Éditions La Vieille Taupe un ouvrage intitulé « Les Mythes fondateurs de la politique israélienne ». Il y développe une théorie du complot à caractère négationniste et affirme « examiner l'une des contrevérités qui exercent encore, après plus d'un demi-siècle, le plus de ravages dans le monde actuel et pas seulement au Proche-Orient : le mythe des 6 millions de Juifs exterminés devenu un dogme justifiant, sacralisant (comme l'implique le mot même : Holocauste) toutes les exactions de l'État d'Israël en Palestine, dans tout le Proche-Orient, aux États-Unis et, à travers les États-Unis, dans toute la politique mondiale, en les plaçant au-dessus de toute loi internationale. » Il est condamné le 26 février 1998 dans le cadre de la loi Gayssot pour « contestation de crimes contre l'humanité ».
L'historien Pierre Vidal-Naquet écrit que, dans cet ouvrage, « on lit des choses incroyables. [Garaudy] confond, par exemple, Roosevelt et Eisenhower. Il cite les Diaries de Herzl et, dans la même page, le Tagebuch, c'est-à-dire le même livre, mais une édition anglaise dans un cas, une édition allemande dans l'autre ! Il confond le procès Eichmann, en 1961, et le procès Kastner, qui date de 1953… il confond le nombre de morts d'Auschwitz et le nombre de morts de la Shoah. C'est un livre accablant, fait de contresens historiques effrayants. Pas un mot dans le livre sur ce fait capital : la sélection des déportés sur la rampe d'Auschwitz. »
Les thèses de Roger Garaudy et les thèses négationnistes en général ont obtenu du succès et suscité la sympathie dans le monde arabe ; et ce jusqu'au sein des élites intellectuelles,. Par exemple, à la suite de son procès, Garaudy est interviewé par de nombreux journalistes et est présenté dans la presse comme une victime de la « propagande sioniste ». Il est invité à présenter ses thèses lors de conférences. Un spécialiste reconnu de l'étude du judaïsme et du sionisme, Abdelwahad Elmesseri, va jusqu'à présenter ses écrits (ainsi que ceux des négationnistes Robert Faurisson ou Paul Rassinier) comme des « études scientifiques ». Cet accueil n'est cependant pas unanimement positif et suscite des condamnations fermes comme celles d'Edward Saïd et de Mahmoud Darwich.
Dans Les Arabes et la Shoah. La guerre israélo-arabe des récits, Gilbert Achcar s'interroge sur les raisons de ce succès. Selon lui, les causes sont à trouver dans « la formidable régression intellectuelle en cours dans le monde arabe depuis plusieurs décennies », mais il estime que la situation est exacerbée pour des raisons partisanes par des auteurs comme Meir Litvak, Bernard Lewis ou Martin Cuppers. Selon lui, le phénomène doit aussi être vu comme une réaction face à l'« instrumentalisation politique de la mémoire de la Shoah », en particulier en Israël et à laquelle certaines élites arabes réagiraient avant tout par provocation. Pierre Vidal Naquet écrit que « le génocide des Juifs [en Israël] cesse d'être une réalité historique vécue de façon existentielle, pour devenir un instrument banal de légitimation politique, invoqué aussi bien pour obtenir telle ou telle adhésion politique à l'intérieur du pays que pour faire pression sur la diaspora ». Et Gilbert Achcar de conclure : « Comment s'étonner dès lors que cette instrumentalisation de la mémoire de la Shoah par Israël ait suscité une recrudescence en flèche de l'instrumentalisation négative de cette même mémoire dans le monde arabe ? ».
Gilbert Achcar est cependant critiqué pour certaines de ses analyses. Tout en saluant sa condamnation du négationnisme dans le monde arabe, Jeffrey Herf écrit que « la partisanerie est presque toujours juste sous la surface de la plupart des écrits sur le Moyen-Orient [et que le] livre de Gilbert Achcar n'est pas une exception. » Il lui reproche en particulier le dénigrement des travaux et des analyses de ses pairs, en particulier israéliens, accusés de « racisme » parce qu'ils tracent un lien entre le nazisme et l'islamisme. Dans un droit de réponse, Achcar lui renvoie l'accusation, affirmant que Jeffrey Herf perpétue les stéréotypes et empêche Arabes et Israéliens d'avancer dans la compréhension mutuelle,.
L’association des termes "mythe" et "Israël" semble durablement compromise en France par ce précédent. Ainsi, l’ouvrage d’Ilan Pappé Ten Myths About Israel dont le titre se traduit par Les mythes à propos d’Israël, a été publié en France sous le titre de Les Dix légendes structurantes d’Israël.

#### Les «nouveaux historiens» israéliens et les événements de 1948
Au milieu des années 1980, à la suite de l'ouverture des archives israéliennes et britanniques de la période de la guerre de 1948, des historiens israéliens (principalement Simha Flapan, Benny Morris, Tom Segev, Ilan Pappé et Avi Shlaïm) remettent en cause plusieurs « mythes fondateurs » d'usage en Israël qui, à cette époque, fête ses 25 ans.
Les débats portent sur le rapport de forces entre les protagonistes de la guerre (le mythe de « David contre Goliath »), le rôle des autorités britanniques (qui auraient été antisémites et auraient favorisé les Arabes), les relations israélo-jordaniennes, les causes de l'exode palestinien (la « fuite des Palestiniens à l'appel de leurs dirigeants ») ou encore les motivations arabes à intervenir dans la guerre (le mythe de l'intransigeance arabe et de la volonté « de jeter les Juifs à la mer »).
Des historiens israéliens défendant le « discours traditionnel » (parmi lesquels Avraham Sela, Yoav Gelber, Anita Shapira, Shabtai Teveth et Efraïm Karsh) leur répondent sur fond, critiquent leur dénigrement des travaux de leurs prédécesseurs, voire les accusent de « falsification » et de « programme politique caché ». En raison des enjeux, les débats sur ces travaux sont à ce point violents qu'un des protagonistes parle de la « guerre des historiens israéliens »,.
À l'étranger, des historiens palestiniens (dont Ibrahim Abu-Lughod, Nur Masalha et Walid Khalidi) interviennent dans le débat mais en estimant que les nouveaux historiens ne vont pas assez loin dans leurs conclusions et continuent à minimiser la responsabilité israélienne dans les événements,,.
Ces débats sont devenus sujet d'études. Le sociologue israélien postsioniste Uri Ram estime ainsi que « le futur [de l'écriture] du passé en Israël [est devenu une question] politique. Un éventuel retour au processus de paix et un règlement du conflit israélo-palestinien […] [permettrait] un discours historique plus ouvert, pluraliste et critique. [Le contraire donnera lieu] à un discours fermé, consensuel et nationaliste ».

#### Le «nettoyage ethnique» de la Palestine et la «Nakbajuive»

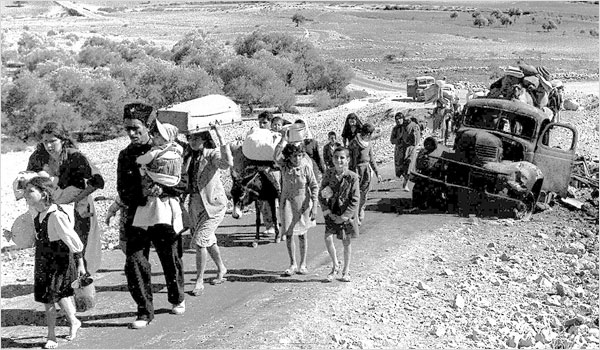
Réfugiés palestiniens sur les routes de l'exode.
Au cours de la guerre israélo-arabe de 1948, entre 700000 Palestiniens ont fui ou ont été expulsés de leurs terres. L'interprétation de ces événements, aux enjeux très importants dans le conflit israélo-palestiniens, a été l'objet d'importantes polémiques entre historiens.

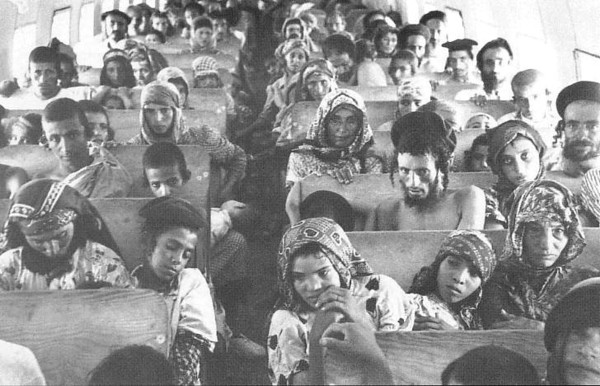
Réfugiés juifs yéménites évacués vers Israël lors de l'opération Tapis volant (1949-1950).
Entre 1957 et 1972, environ 800000 juifs séfarades ont fui ou ont été expulsés des pays arabes ou l'Iran. Certains estiment que les souffrances ont été mutuelles et que c'est aux pays arabes à compenser notamment financièrement l'exode palestinien.

Les événements liés à l'exode palestinien de 1948 (auxquels les Palestiniens font référence en tant que « Nakba ») ont été le sujet de nombreux débats et controverses entre historiens. Parmi ceux-ci figure la caractérisation des événements en tant que « nettoyage ethnique ».
Les historiens palestiniens ont toujours présenté les évènements de l'époque comme une « expulsion forcée » dont les Palestiniens auraient été victimes tandis que la version israélienne faisait porter la responsabilité de l'exode sur les dirigeants arabes qui auraient poussé la population à fuir.
Ces deux versions ont été remises en cause après l'ouverture des archives israéliennes aux historiens et en particulier la publication en 1989 d'une étude du nouvel historien israélien Benny Morris : The Birth of the Palestinian Refugee Problem où il conclut que l'exode n'avait été planifié par aucune des deux parties (israélienne ou arabe) mais « résultait de la guerre », comme toute guerre provoque de tels événements. Ce travail a fait l'objet de vives polémiques et controverses dans les deux camps.
En 2006, Ilan Pappé publie Le nettoyage ethnique de la Palestine. L'usage de ces mots provoque de vives réactions en particulier de la part des historiens israéliens qui le taxent de propagandiste, comme Yoav Gelber, qui demande son expulsion de l'université de Haïfa et publie une réponse intitulée : History and Invention. Was Plan D a Blueprint for "Ethnic Cleansing" ?
Benny Morris écrit sur ce sujet que « rétrospectivement, il est évident que ce qui s'est passé en 1948 en Palestine a été une forme de nettoyage ethnique des zones arabes par les Juifs » « même si le transfert ne devint jamais une politique sioniste générale ou déclarée ».
Au début du XXIe siècle, le débat est toujours présent dans le monde académique mais selon l'orientaliste Henry Laurens, même en Israël, les historiens s'entendent pour considérer qu'en 1948, les Palestiniens ont principalement été victimes d'expulsions forcées de la part de l'armée israélienne, en particulier après juin 1948, sans toutefois utiliser le terme « nettoyage ethnique »,.
À la « Nakba palestinienne » est également venue se greffer la « Nakba juive ». Entre 1957 et 1972, les communautés juives des pays arabes et d'Iran fuirent ou furent expulsées et leurs biens confisqués. Ces événements sont commémorés en Israël chaque 30 novembre depuis une loi votée à la Knesset en juin 2014 à l'instigation de Danny Ayalon, membre du parti ultranationaliste Israel Beytenou. L’idée est de réclamer un « droit à une indemnisation » pour les Juifs expulsés des pays arabes contrebalançant ainsi la Nakba palestinienne.
Cette concurrence des mémoires est reprise dans le plan de paix proposé par l'administration Trump en 2020 dans la partie relative aux réfugiés :

« The Arab-Israeli conflict created both a Palestinian and Jewish refugee problem. Palestinian refugees, who have suffered over the past 70 years, have been treated as pawns on the broader Middle East chessboard, and empty promises have been made to them and to their host countries. A just, fair and realistic solution to the Palestinian refugee issue is necessary to resolve the Israeli-Palestinian conflict. (...) »

« A similar number of Jewish refugees were expelled from Arab lands shortly after the creation of the State of Israel, and have also suffered. A just solution for these Jewish refugees should be implemented through an appropriate international mechanism separate from the Israel-Palestinian Peace Agreement. »

Selon Guillaume Gendron de Libération, le parallélisme vise à justifier le rejet de tout droit au retour de réfugiés palestiniens en Israël, tout en évoquant la question de la compensation des réfugiés juifs, mais en l’excluant pour les Palestiniens.

#### «Eurabia» et «dhimmitude»
Une essayiste britannique, Gisèle Littman-Orebi, connue sous le pseudonyme Bat Ye'or s'est fait connaître pour ses théories développées au travers des néologismes « dhimmitude » et « Eurabia » :
- le terme « dhimmitude » veut stigmatiser les « dhimmis » qui auraient adopté une position de « servitude » envers l'islam tandis que ce dernier aurait adopté le « djihad » et plus tard le terrorisme comme moyen d'expression principal[174],[175]. Bat Ye'or défend la thèse que les « Églises dhimmis palestiniennes » puis de manière plus large les « Églises chrétiennes orientales » sont devenues antisionistes et antisémites par soumission et par peur, préférant nier la légitimité d'Israël plutôt que de dénoncer l'oppresseur islamique[176] ;
- dans sa thèse « Eurabia », Bat Ye'or dénonce un accord passé entre certaines instances dirigeantes européennes après la crise pétrolière de 1973 à l'instigation de la France et sous couvert du « dialogue euro-arabe »[177]. Selon elle, les dirigeants européens auraient négocié une « reddition politique et culturelle » en vue d'obtenir des garanties dans leur approvisionnement en pétrole et dans la lutte contre le terrorisme tout en favorisant l'immigration musulmane et en adoptant une politique anti-israélienne et pro-palestinienne[177],[178],[179],[180].

Initialement, ses thèses sont ignorées dans les milieux académiques et ne font écho qu'à l'extrême droite. Une version en hébreu est publiée en 1974 à l'initiative du Ministère israélien de la Culture et de l'Organisation sioniste mondiale. La situation évolue après que l'orientaliste Bernard Lewis y fasse référence dans un ouvrage. Ses idées obtiennent des commentaires positifs : Pierre-André Taguieff estime ainsi qu'« Eurabia » est une « critique sévère et argumentée de la démissions des Européens face aux offensives convergentes des islams politiques, ainsi que de leur glissement politique opportuniste vers les positions 'antisionistes' radicales ». Ses thèses sont également reprises par des chercheurs tels que l’historien allemand Egon Flaig ou la démographe Michèle Tribalat qui a rédigé une préface au livre de Christopher Caldwell prédisant l’effondrement d’une Europe vaincue par l’islam.
Parmi les spécialistes du sujet, plusieurs,,, jugent cependant que les essais de Bat Ye'or ne répondent pas aux standards scientifiques ou universitaires ; à l'exception notable de Martin Gilbert qui la loue et fait référence à ses travaux, allant jusqu'à la qualifier d'« experte reconnue sur le sort des Juifs et chrétiens en terres islamiques ». Cette prise de position et d'autres lui valent cependant de vives critiques,.
En dehors du cadre académique, certains commentateurs pro-israéliens font la promotion des thèses de Bat Ye'or. Par exemple, en mars 2015, l'UPJF lui remet le « prix du courage politique »,. Côté pro-palestinien, Alain Gresh estime que Bat Ye'or fait partie des purs idéologues dont les travaux relèvent uniquement d’une volonté d’engager le monde dans une guerre de civilisation.

### Exemples d'intimidations et d'incidents
Des incidents de gravités diverses se sont produits dans le contexte académique ou culturel de la guerre des mots.

#### En Israël

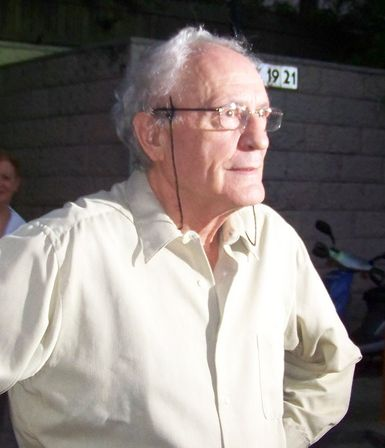
En septembre 2008, l'historien Zeev Sternhell est la cible d'un engin explosif à proximité de son domicile. Les milieux extrémistes juifs sont soupçonnés de s'en être pris à lui pour son opposition marquée à la colonisation des territoires occupés et son appel à combattre les colons.

En 2000, des vétérans de la brigade Alexandroni attaquent en justice un étudiant, Teddy Katz, dont la thèse de fin d'études affirme qu'un massacre a été commis à al-Tantoura en 1948 lors de la prise du village par la Haganah. Ce dernier évite une condamnation en reconnaissant avoir fabriqué des témoignages mais se rétracte ensuite. Son superviseur, l'historien Ilan Pappé, prend sa défense, ce qui conduit à l'affaire Tantoura. Les polémiques enflent autour d'Ilan Pappé qui appelle ouvertement au boycott international des universités israéliennes. En 2006, l'historien israélien émigre à la suite des tensions avec le monde académique et des menaces de mort dont il est l'objet. En 2015, il vit en Grande-Bretagne.
À partir de 2004, des groupes de pressions visant à surveiller les milieux académiques voient le jour en Israël. Les sites Israel Academia Monitor (IAM) et IsraCampus établissent des listes d'universitaires israéliens qu'ils jugent être des « traitres » et constituer une « cinquième colonne ». Les moyens d'action utilisés sont larges, allant de la dénonciation de l'organisation de marches contre l'occupation à l'attaque d'un ouvrage académique. Par exemple, bien qu'opposant à la campagne BDS, le professeur David Newman, du Département de politique et gouvernement de l'université Ben-Gourion a été la cible de ces groupes. Selon lui, « le maccarthysme académique de la droite met en danger la société et la démocratie israéliennes [et] menace les fondements de la liberté d'expression ». Interviewée par Arutz Sheva, Dana Barnett, la fondatrice d'IAM, se félicite au contraire de son action. Selon elle, le nombre d'universitaires israéliens signant des pétitions contre Israël est passé de 360 à 70 dès le début de son action. En 2013, une table ronde rassemblant plusieurs universitaires israéliens, dont des mis en cause et des représentants de l'IAM, est organisée à l'université de Tel Aviv pour débattre de la problématique de la liberté d'expression en Israël. En juillet 2014, Mordechai Kedar, président de l'IAM, suggère à la radio israélienne qu'on viole les mères et les sœurs des militants du Hamas pour lutter contre le terrorisme,.
En 2008, le politologue américain Norman Finkelstein, critique de la politique israélienne, est interdit d'entrée sur le territoire israélien pour une durée de 10 ans. L'année précédente, il s'est vu refuser un poste de professeur à l'université DePaul à Chicago, à la suite des polémiques et des pressions d'Alan Dershowitz, professeur de droit à l'université Harvard et militant pro-israélien. La même année, l'historien spécialiste des mouvements fascistes et cofondateur du mouvement Shalom Archav, Zeev Sternhell, âgé de 73 ans au moment des faits, est blessé par un engin explosif à proximité de son domicile. On retrouve dans les environs des tracts promettant une récompense de 1 000 000 de shekels pour la mort de tout militant de l'association Shalom Archav. Les milieux ultranationalistes israéliens sont soupçonnés d'être responsables de l'agression.
En juin 2015, la Ministre de la culture Miri Regev annonce que les artistes qui diffament l'État d'Israël se verront privés de subsides. Ainsi, un théâtre ayant mis en scène la vie d'un prisonnier palestinien ayant assassiné un soldat israélien est privé de fonds et, à la suite de pressions, un film racontant la vie de Yigal Amir, assassin du premier ministre israélien Yitzhak Rabin, est retiré de l'affiche du Festival international du film de Jérusalem. Craignant la censure, 3 000 artistes signent une pétition contre cette politique : « Nous protestons [contre] les démarches anti-démocratiques que les ministères du gouvernement mettent en œuvre contre les artistes […] dont les réalisations ou les opinions ne sont pas en accords avec les vents soufflant depuis leurs ministères ».

#### En Palestine et dans le monde arabe
La situation en Palestine et dans le monde arabe est différente car la censure et l'application des droits de l'homme n'est pas équivalente à celle des pays occidentaux ou d'Israël. L'intellectuel palestinien Edward Saïd s'interroge ainsi dans Le Monde diplomatique sur les raisons pour lesquelles les Arabes ne combattent pas plus durement pour la liberté d'expression dans leurs sociétés où « les mesures d'oppression et de censure de la presse et de l'opinion publique sont tout de même autrement plus inquiétantes […] qu'en France ».
Dans son ouvrage « Pluralisme, modernité et monde arabe: politique, droits de l'homme et bioéthique », la professeur de philosophe Marie-Hélène Parizeau estime que « [m]algré toute l'évolution culturelle et la pluralité de ses formes dans ses universités, malgré le nombre de plus en plus élevé des gens instruits, les progrès faits dans [le domaine des droits de l'homme] sont presque nuls [dans le monde arabe]. L'information officielle domine partout. Rien ne peut être publié sans une censure préalable, même les publications qui viennent de l'extérieur. Les élèves de l'enseignement secondaires et les universitaires s'empêchent de parler d'une chose publique politique. Si quelques intellectuels expriment quelques fois librement leurs opinions, qui ne sont pas favorables au régime concerné, ils sont poursuivis, car toute critique à la politique du gouvernement est passible de sanctions. »
Pour Gilbert Achcar, « [une] formidable régression intellectuelle [est] en cours dans le monde arabe depuis plusieurs décennies, produite par la dégradation de l'enseignement, l'étouffement des libertés intellectuelles qui, là où elles sont tolérées par les gouvernements, sont asphyxiées par l'influence croissante de l'intégrisme religieux, et de l'abrutissement des populations par des télévisions qui, dans le meilleur des cas, reflètent la bêtise ambiante et, le plus souvent, l'aggravent considérablement. »

#### En France
Une polémique éclate début juillet 2011 en France quand l'association « Europe-Israël » réclame des modifications dans un manuel scolaire publié par Hachette et jugé trop pro-palestinien. L'association s'insurge notamment contre l'usage du mot « Nakba » et l'affirmation selon laquelle l'armée israélienne aurait expulsé des Palestiniens lors de la guerre de 1948 alors que selon l'association, ils se seraient enfuis à l'appel des leaders arabes.
Interrogé à ce sujet, l'historien Henry Laurens déclare que « [c]ela fait longtemps qu'il existe un consensus chez les historiens sérieux, israéliens compris, pour dire que les expulsions ont bien eu lieu. Il y a aussi eu des départs volontaires, mais comme c'est le cas à chaque conflit. Les populations veulent éviter les combats, comme en France en 1940. Les Palestiniens ne sont pas gentiment partis de chez eux. » Dans un droit de réponse, le président de l'association « Europe-Israël », Jean-Marc Moskowicz, persiste dans ses affirmations de parti-pris et insiste sur l'importance trop grande qui serait donnée aux « nouveaux historiens israéliens » qui soutiennent une position pro-palestinienne.
Hachette de son côté souhaite désamorcer la polémique et sa porte-parole annonce que les « modifications sont en train d'être effectuées en toute indépendance [et qu'] il n'y a aucune raison de s'exprimer sur un processus en cours ».

#### En Belgique

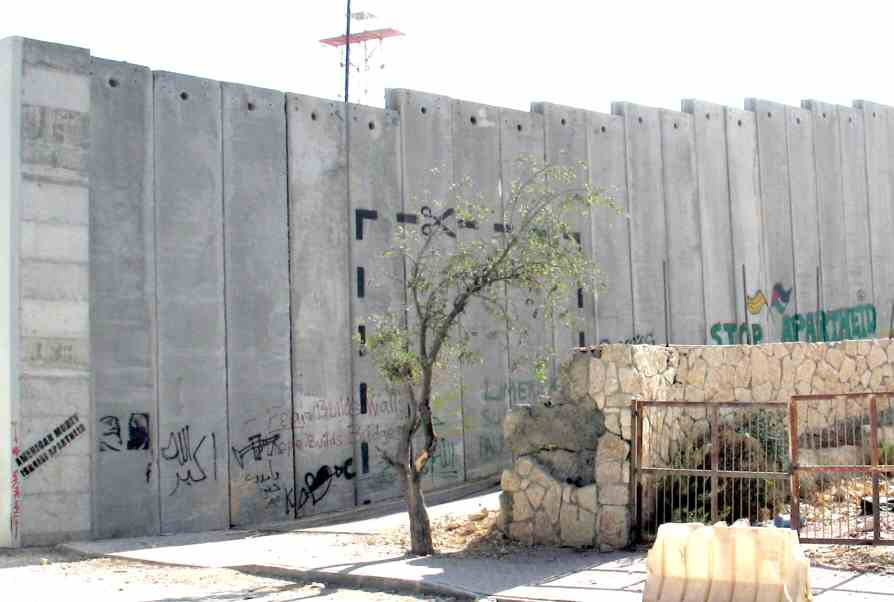
Barrière de séparation israélienne à Bethléem, vue du côté palestinien (août 2005).
À cet endroit, la « barrière » est un mur de béton d'environ 10 mètres de haut.

En mars 2015, des incidents se produisent entre deux cercles d'étudiants sur le campus de l'Université libre de Bruxelles.
Au cours d'une manifestation de protestation contre la barrière de séparation israélienne organisée par BDS Belgium, des étudiants de l'Union des étudiants juifs de Belgique (UEJB) sont pris à partie. Ceux-ci transmettent à la presse une vidéo des incidents qui accuse BDS de les avoir stigmatisés, parce que Juifs, aux mots de : « Sionistes ! Fascistes ! C'est vous les terroristes ! ». BDS nie tout amalgame et affirme n'avoir jamais visé les étudiants de l'UEJB. La presse reprend les accusations d'antisémitisme et la Ligue belge contre l'antisémitisme (LBCA) annonce déposer une plainte.
Le recteur de l'université, Didier Viviers, organise une rencontre à l'issue de laquelle les esprits semblent s'apaiser,. Cependant quelques jours plus tard, l'avocat de la LBCA attaque la gestion de la situation par l'ULB en déclarant qu'« organiser des débats dans lesquels le même temps de parole sera donné aux Juifs et aux antisémites/antisionistes » ne va rien résoudre. Le recteur dénonce une manipulation mais deux semaines plus tard, un collectif de 75 alumnis de l'ULB lui répond dans une carte blanche publiée dans Le Soir et intitulée : « BDS : les moyens ne sont pas une fin en soi ! » demandant de « retirer à BDS-ULB la reconnaissance officielle de l’université ».
Le journaliste Marcel Sel mène une enquête et prend la défense de BDS-ULB. Il se plaint de pressions subies à la suite de sa prise de position et conclut : « le jour où je disposerais de vraies preuves d’antisémitisme dans le chef de BDS-ULB, je n’hésiterai pas une seconde à les brandir. En espérant que cela permettra d’oublier ce mauvais procès, contreproductif, qui ne convainc que deux genres de personnes : celles qui soutiennent Israël sans le moindre esprit critique, et celles qui imaginent qu’il existerait un lobby pro-israélien tentaculaire dont le pouvoir permettrait jusqu’à la déviation de l’orbite de Jupiter ».

### Documentation
: sources principales utilisées dans la rédaction de l’article.